# Рогозин, Дмитрий Олегович
Дми́трий Оле́гович Рого́зин (род. 21 декабря 1963, Москва) — российский политик и государственный деятель. Сенатор Российской Федерации — представитель от исполнительной власти Запорожской области с 23 сентября 2023 года. Вошёл в Комитет Совета Федерации по обороне и безопасности.
Генеральный директор государственной корпорации по космической деятельности «Роскосмос» с 24 мая 2018 по 15 июля 2022 года.
Происходит из семьи потомственного военного Олега Константиновича Рогозина, генерал-лейтенанта, профессора и доктора технических наук.
Выпускник международного отделения факультета журналистики МГУ. В 1988 году с отличием окончил экономический факультет Университета марксизма-ленинизма при Московском городском комитете КПСС. В 1996 году на философском факультете МГУ защитил диссертацию на соискание учёной степени кандидата философских наук по теме «Русский вопрос и его влияние на национальную и международную безопасность». В 1999 году там же защитил диссертацию на соискание учёной степени доктора философских наук по теме «Проблемы национальной безопасности России на рубеже XXI века». В 2016 году защитил в Военно-морской академии имени Н. Г. Кузнецова диссертацию на соискание степени доктора технических наук по специальности «Теория вооружения, военно-техническая политика, система вооружения».
В августе 1991 года участвовал в событиях августовского путча на стороне Белого дома, руководил группой добровольцев-защитников Верховного Совета РСФСР. В мае-июне 1992 года был бойцом добровольческого отряда в вооружённом конфликте в Приднестровье. В 1997 году стал депутатом Государственной думы.
Известен своей оппозиционной деятельностью как председатель регионального отделения партии «Великая Россия» и как председатель партии «Родина» до 2006 года.
В 2003 и 2004 годах — заместитель председателя Государственной думы.
С января 2008 по декабрь 2011 года — представитель Российской Федерации при Организации Североатлантического договора (НАТО) в Брюсселе, чрезвычайный и полномочный посол России.
С 23 декабря 2011 по 18 мая 2018 года — заместитель председателя Правительства Российской Федерации, председатель коллегии Военно-промышленной комиссии Российской Федерации, наблюдательного совета государственной корпорации «Роскосмос», наблюдательного совета Фонда перспективных исследований, морской коллегии при правительстве РФ, государственной комиссии по вопросам развития Арктики, государственной пограничной комиссии, комиссии по экспортному контролю РФ. Председатель попечительского совета Российского военно-исторического общества с 2013 по 2019 год.
С 2014 года после аннексии Крыма подвергся санкциям, которые предусматривают запрет на въезд в США, Канаду, страны ЕС, Швейцарию и Австралию, а также арест активов, находящихся на территориях этих стран. 
В 2018 году возглавил государственную корпорацию по космической деятельности «Роскосмос». Стал спецпредставителем Президента Российской Федерации по международному сотрудничеству в космосе с 6 декабря 2018 года. При нём были начаты работы по Второй и Третьей очереди строительства космодрома Восточный. Было начато строительство одноимённого аэропорта на космодроме «Восточный». Началось возведение Национального космического центра Были продолжены работы по созданию космического корабля «Орёл» и началось создание нового космического корабля «Орлёнок». Стартовало проектирование «Национальной орбитальной космической станции».
Известен как знаток стрелкового оружия, коллекционер, имеет патент на изобретение в области стрелкового оружия. Мастер спорта по гандболу. Активно занимается теннисом, баскетболом, практической стрельбой. Увлекается подводной охотой, ездой на мотоцикле, частный пилот вертолёта, с 2015 года.
Отмечен наградами Российской Федерации, наградами иностранных государств и почётными званиями. Имеет звание подполковника.

## Биография
Дмитрий Олегович Рогозин родился в Москве 21 декабря 1963 года в семье генерал-лейтенанта, заместителя начальника службы вооружения Министерства обороны СССР Олега Константиновича Рогозина.

### Образование

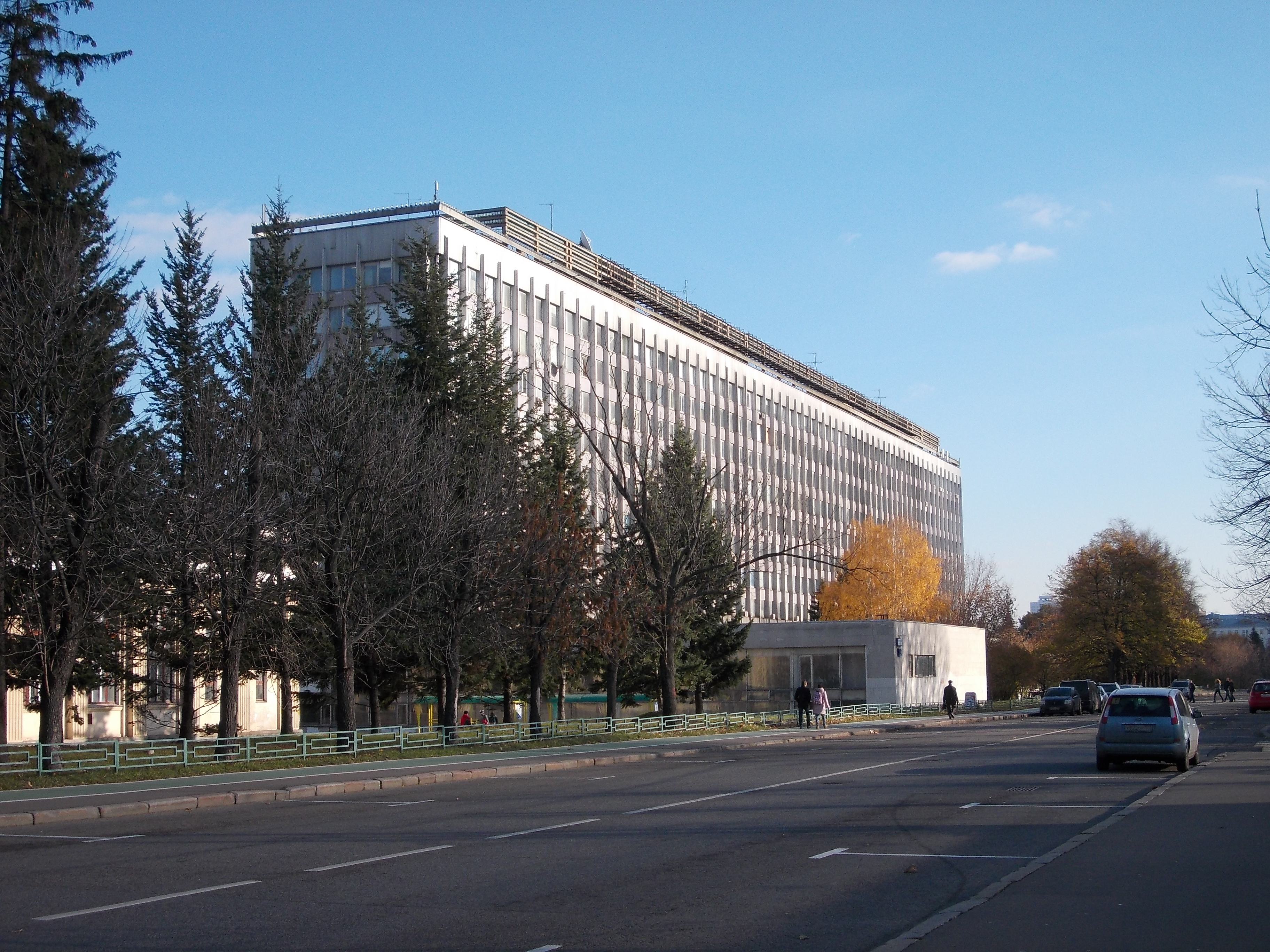
1-й гуманитарный корпус МГУ в котором Филологический факультет занимает 8-й и 10-й этажи

Учился в специализированной школе № 59 с углублённым изучением французского языка (сейчас ГБОУ СОШ № 1286) потом, в связи с переездом родителей, перешёл в № 73 (сейчас ГБОУ СОШ № 1244) с углублённым изучением французского языка. Занимался баскетболом и гандболом (мастер спорта). В 1978 году вступил в комсомол.
В 1981 году поступил на международное отделение факультета журналистики МГУ. На втором курсе женился на своей ровеснице, студентке филологического факультета МГУ Татьяне Серебряковой. В 1983 году у супругов родился сын Алексей. Был корреспондентом-стажёром в главной редакции информации Центрального телевидения Гостелерадио СССР и в главной редакции Латинской Америки Агентства печати «Новости». Имеет филологическое и экономическое образование. В 1986 году с отличием окончил международное отделение факультет журналистики МГУ, впервые в истории факультета защитив сразу две дипломные работы.
В 1988 году с отличием окончил экономический факультет Университета марксизма-ленинизма при Московском городском комитете КПСС.
В 1996 году на философском факультете МГУ защитил диссертацию на соискание учёной степени кандидата философских наук по теме «Русский вопрос и его влияние на национальную и международную безопасность» (специальность 23.00.03 — «Политическая культура и идеологии»). В 1999 году там же защитил диссертацию на соискание учёной степени доктора философских наук по теме «Проблемы национальной безопасности России на рубеже XXI века» (специальность 09.00.10 — «Философия политики и права»).

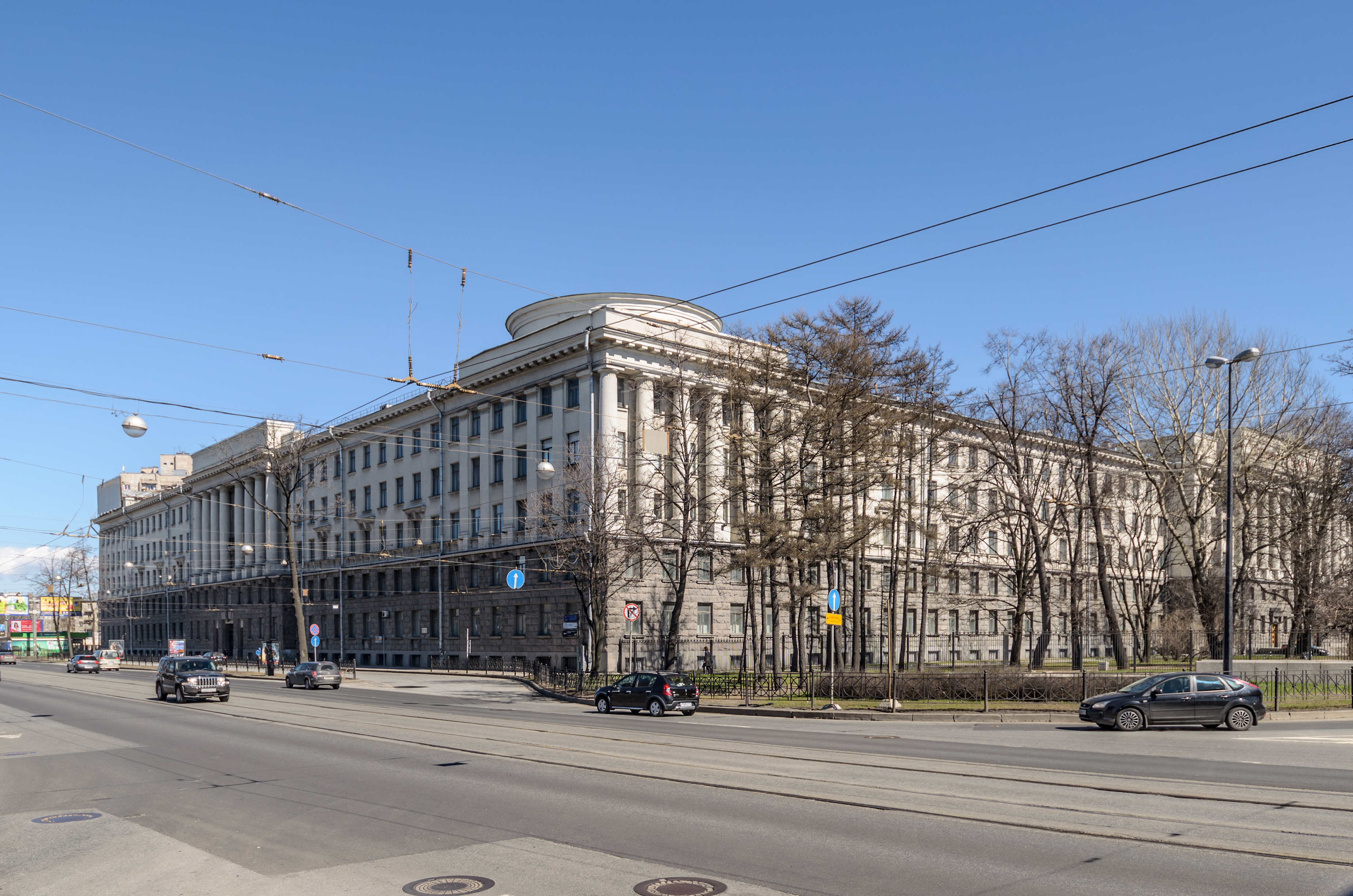
Военно-морская академия имени Н. Г. Кузнецова

В 2016 году защитил в Военно-морской академии имени Адмирала Флота Советского Союза Н. Г. Кузнецова диссертацию на соискание степени доктора технических наук по специальности «теория вооружения, военно-техническая политика, система вооружения».

### Работа и карьера
После окончания МГУ в 1986 году поступил на работу в Комитет молодёжных организаций СССР (КМО СССР). Мечтал о работе во внешней разведке, но, несмотря на успешное прохождение полугодовой стажировки на Кубе (сентябрь 1985 — февраль 1986), попал под ограничение для дальнейшего прохождения службы, введённое в КГБ СССР для ближайших родственников действующих работников (тесть Рогозина — Геннадий Николаевич Серебряков служил в то время в Первом главном управлении КГБ СССР, отвечавшем за внешнюю разведку).
В КМО СССР работал в секторе Южной Европы, США и Канады, в 1988 году занял должность заведующего сектором международных организаций. По свидетельству бывшего подполковника госбезопасности Владимира Попова, Рогозин был агентом КГБ. В начале 1990-х годов сблизился с Конституционно-демократической партией России — Партией народной свободы (КДПР-ПНС), во главе которой стоял народный депутат РСФСР Михаил Георгиевич Астафьев. Был избран заместителем председателя партии. В январе 1990 года стал учредителем, а в мае 1990 года был избран президентом Ассоциации молодых политических лидеров СССР, также известной как «Форум-1990». В августе 1990 года покинул КМО, а вскоре отказался от предложения министра иностранных дел Андрея Козырева стать его заместителем.
Позднее по приглашению Алексея Подберёзкина стал первым вице-президентом научно-исследовательской и образовательной организации «РАУ-Корпорация».
20 августа 1991 года участвовал в событиях августовского путча на стороне Белого дома, руководил группой добровольцев-защитников Верховного Совета РСФСР.
В апреле 1992 года вместе с Андреем Савельевым создал «Союз возрождения России» — межпартийную структуру, которая должна была объединить христианских демократов, кадетов и правых социал-демократов. В январе 1993 года прошёл учредительный съезд «Союза возрождения России».
В мае-июне 1992 года был бойцом добровольческого отряда в вооружённом конфликте в Приднестровье. Там же познакомился с генералом Александром Лебедем. В марте 1993 года на основе русских общин стран СНГ и Прибалтики, а также национально-государственных автономий в составе России, создал и возглавил народно-патриотическое движение Конгресс русских общин (КРО). В его состав вошли практически все русские землячества, общины, общественно-политические организации и центры национальных автономий в составе Российской Федерации, бывших союзных республик и некоторых зарубежных стран. В последующие годы активно занимался защитой прав соотечественников в Прибалтике, Югославии, странах СНГ, особенно в Крыму.
В конце 1993 года участвовал в выборах в Государственную думу, которые проиграл правозащитнице Алле Ефремовне Гербер. В 1995 году на выборах в Государственную думу баллотировался по списку Конгресса русских общин (Скоков, Лебедь, Глазьев), который не набрал необходимых 5 % голосов избирателей.

### Депутат
В марте 1997 года набрал 37,91 % голосов избирателей и стал депутатом Государственной думы на дополнительных выборах по Аннинскому избирательному округу в Воронежской области. В Федеральном собрании вошёл в депутатскую группу «Российские регионы» и был избран заместителем председателя комитета по делам национальностей, где занимался проблемами русского населения на Северном Кавказе и в других регионах. В 1998—1999 годах — член комиссии Государственной думы по импичменту президента РФ Б. Н. Ельцина.
На выборах 1999 года переизбран депутатом Государственной думы по тому же избирательному округу. Входил в депутатскую группу «Народный депутат», а также был избран председателем Комитета Государственной думы по международным делам. Затем возглавил делегацию Федерального Собрания Российской Федерации в Парламентской ассамблее Совета Европы (ПАСЕ).
29 сентября 2001 года на учредительном съезде Народной партии Российской Федерации (НПРФ) был избран заместителем председателя.

### Спецпредставитель президента России

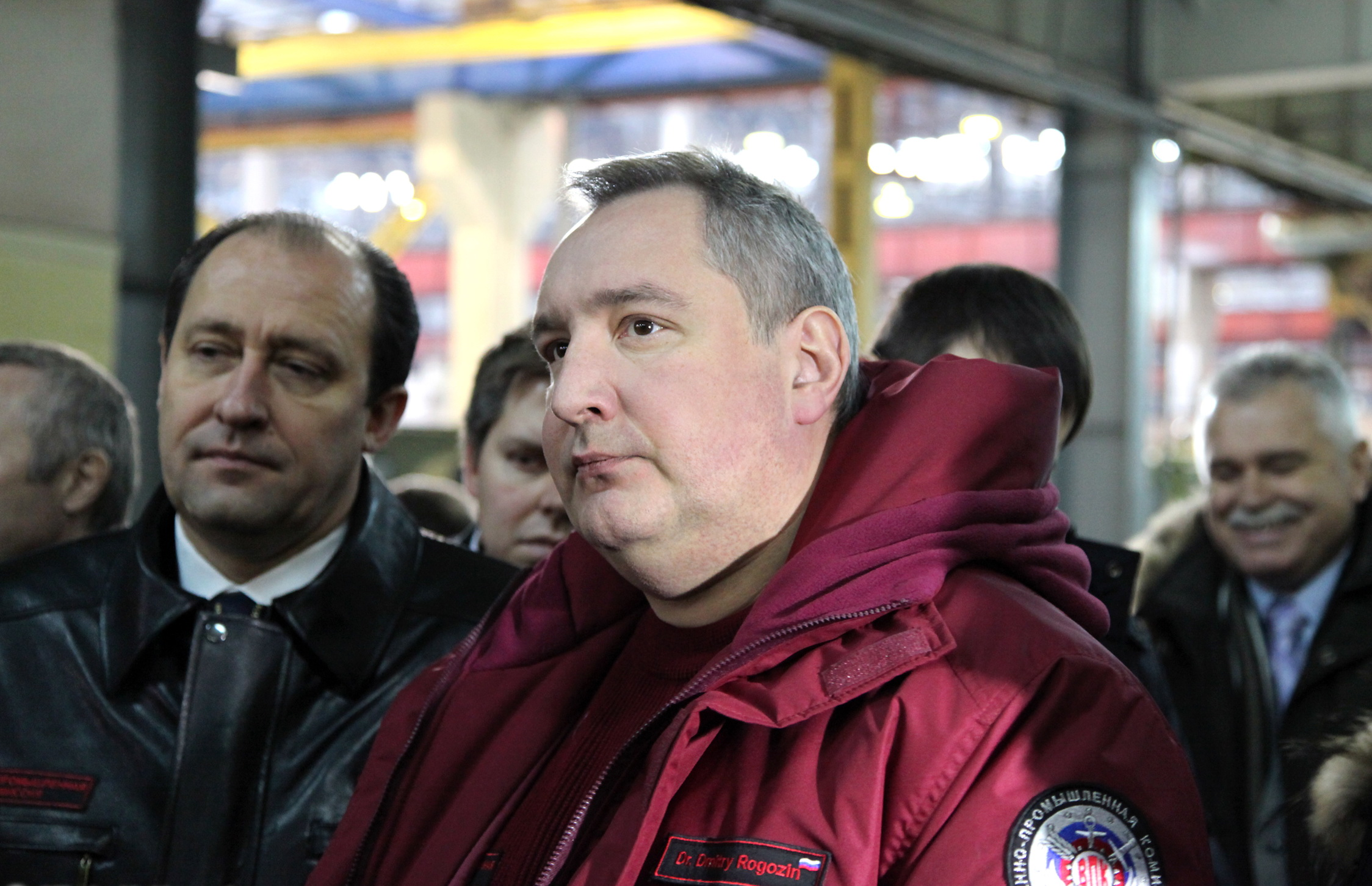
Заместитель председателя Правительства РФ Дмитрий Рогозин осматривает экспозицию на Арзамасском машиностроительном заводе

- С июля 2002 по август 2003 года отвечал за переговоры с Европейским союзом (ЕС) и Литовской Республикой в качестве специального представителя президента Российской Федерации по вопросам обеспечения жизнедеятельности Калининградской области в связи с расширением ЕС. Добился уступок со стороны Евросоюза и введения упрощённой безвизовой процедуры транзита граждан России через Литву. 22 января 2004 года с Рогозина была снята должность с формулировкой «в связи с решением основного комплекса задач»[13], дальнейшие полномочия по вопросу были переданы МИД.
- 6 декабря 2018 года глава госкорпорации «Роскосмос» Дмитрий Рогозин назначен специальным представителем президента России Владимира Путина по вопросам международного сотрудничества в области космоса[14].

### Представитель России при НАТО

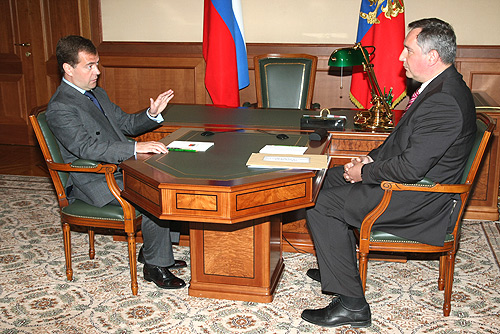
Дмитрий Медведев и постпред РФ при НАТО Дмитрий Рогозин

9 января 2008 года указом президента Российской Федерации В. В. Путина был назначен постоянным представителем России при Организации Североатлантического договора (НАТО) в Брюсселе, что стало широко обсуждаемым среди российской политической элиты кадровым решением. В апреле 2009 года президентом Российской Федерации за умелые действия в августе 2008 года Рогозину досрочно был присвоен высший дипломатический ранг чрезвычайного и полномочного посла.
18 февраля 2011 года был назначен специальным представителем президента Российской Федерации по взаимодействию с Организацией Североатлантического договора (НАТО) в области противоракетной обороны и руководителем межведомственной рабочей группы при Администрации президента Российской Федерации по взаимодействию с Организацией Североатлантического договора (НАТО) в области противоракетной обороны.

### Заместитель председателя Правительства России

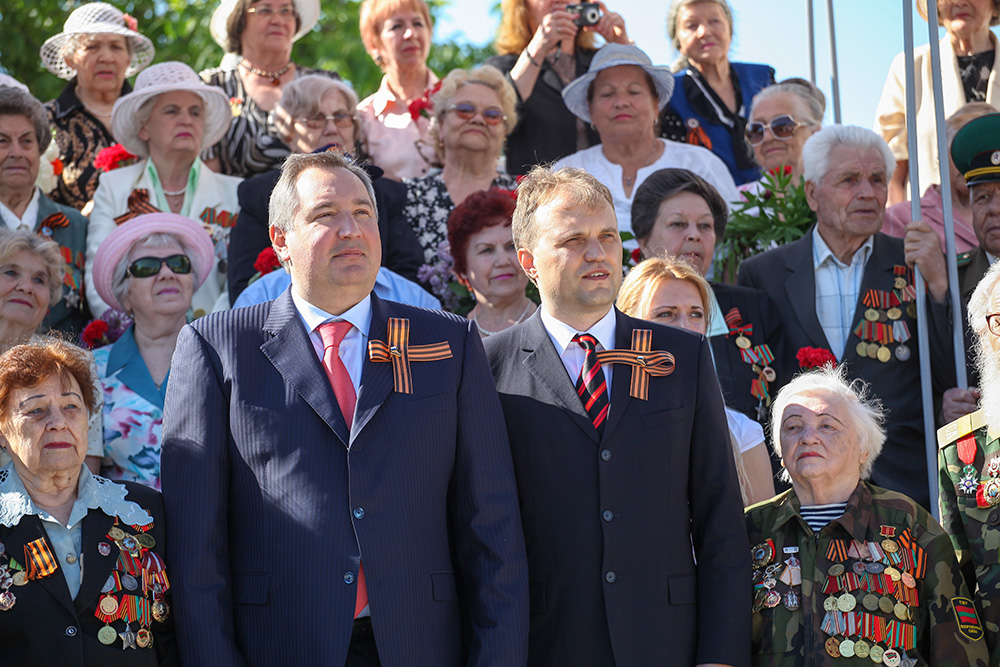
Евгений Шевчук и Дмитрий Рогозин 9 мая 2013 года в Тирасполе

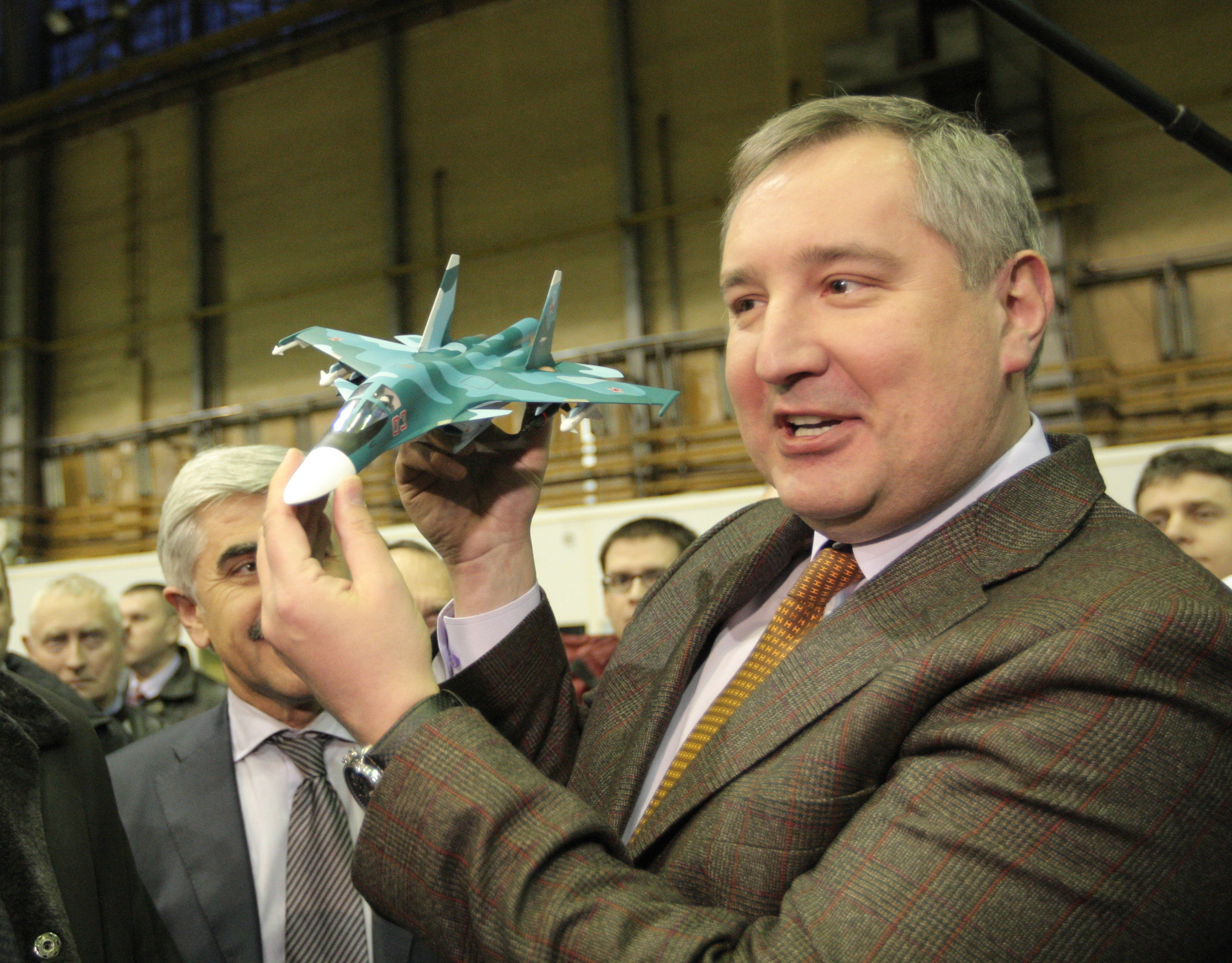
Рабочая поездка Рогозина в Новосибирск. Посещение завода ОАО НАПО им В. П. Чкалова

23 декабря 2011 года президентом России Д. А. Медведевым назначен заместителем председателя Правительства Российской Федерации. Курирует ВПК, оборонзаказ, национальную оборону, мобилизационную подготовку, морскую политику, атомную и ракетно-космическую, судостроительную, авиационную, радиоэлектронную промышленность, экспортный контроль, военно-техническое сотрудничество, гражданскую оборону, пограничную политику, Арктику, а также строительство космодрома «Восточный».
18 января 2012 года Рогозин сообщил о создании и 26 февраля 2012 года провёл учредительный съезд Добровольческого движения Общероссийского народного фронта в поддержку армии, флота и оборонно-промышленного комплекса. Движение создано на основе региональных структур КРО, рабочих коллективов оборонных предприятий, казачества и военно-патриотических объединений.

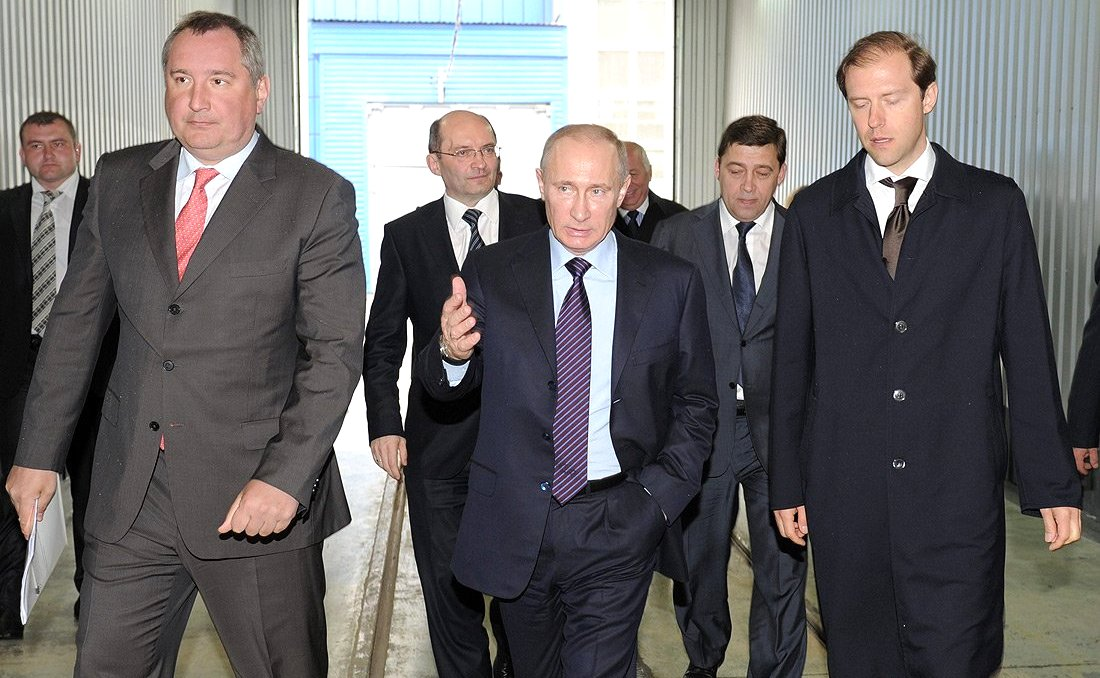
Дмитрий Рогозин, Владимир Путин, Олег Сиенко, Денис Мантуров в НПК «Уралвагонзавод»

21 марта 2012 года назначен специальным представителем Президента РФ по Приднестровью.
25 апреля 2012 года освобождён от должности спецпредставителя Президента РФ по взаимодействию с НАТО в области ПРО.
В 2013 году Рогозин критиковал сделку между Россией и Францией по поводу поставки вертолётоносцев типа «Мистраль», назвав её «странной», так как эти корабли не могут функционировать при температурах меньше семи градусов.
В феврале 2014 года внимание прессы привлёк факт того, что именно помощник Рогозина одним из первых, ещё до публикации в СМИ, обнародовал содержание перехваченного скандального разговора заместителя госсекретаря Виктории Нуланд и посла США на Украине Джеффри Пайетта.

#### Аннексия Крыма
Американский журнал Forbes назвал Рогозина «главным ястребом российской внешней политики», а администрация президента США Обамы считала его одним из главных высокопоставленных чиновников российского правительства, ответственных за нарушение суверенитета и территориальной целостности Украины.

#### Субъект международных санкций и персона нон грата

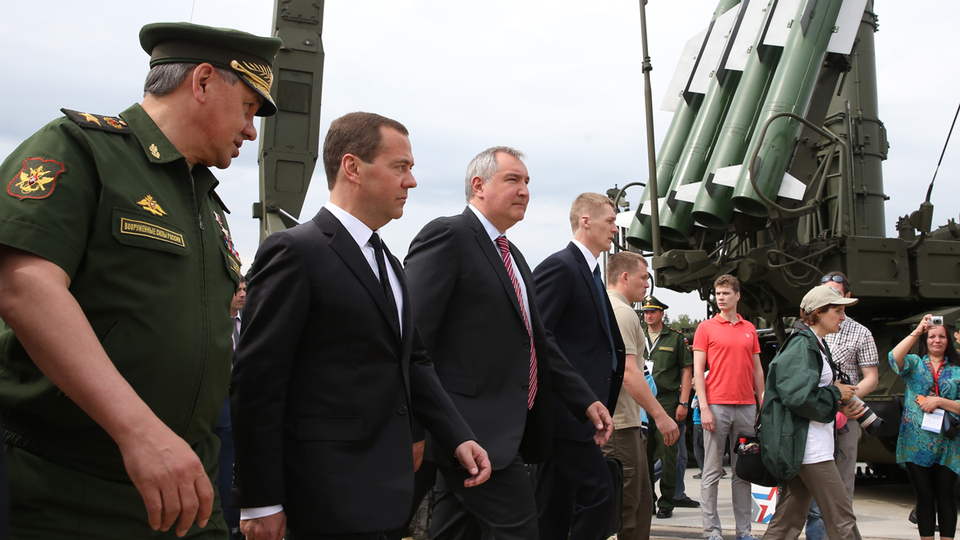
Министр обороны Сергей Шойгу, Председатель Правительства Дмитрий Медведев и Дмитрий Рогозин. Международный военно-технический форум «Армия-2015». Парк «Патриот», 19 июня 2015 года

17 марта 2014 года в отношении Рогозина, в числе прочих российских и украинских политиков, были введены санкции за публичные призывы к аннексии Крыма, которые предусматривают запрет на въезд в США, Канаду, страны ЕС, Швейцарию и Австралию, а также арест активов, находящихся на территориях этих стран. Рогозин заявил, что ни счетов, ни недвижимости за пределами России не имеет.
29 декабря 2015 года Служба безопасности Украины объявила Рогозина персоной нон грата на Украине, ему запретили въезд в страну.
В конце октября 2018 года НАСА пригласило Рогозина посетить США. Это было попыткой сохранить отношения, однако под давлением критики со стороны сенаторов в начале января 2019 года директор Джим Брайденстайн отменил визит.

### Председатель военно-промышленной комиссии
В январе 2012 года президентом РФ Медведевым назначен председателем военно-промышленной комиссии при правительстве РФ. В сентябре 2014 года комиссия получила статус «при президенте РФ», а должность председателя ВПК занял президент Путин. Рогозин стал его заместителем по ВПК и возглавил её Коллегию.

### Глава «Роскосмоса»

#### 2018 год

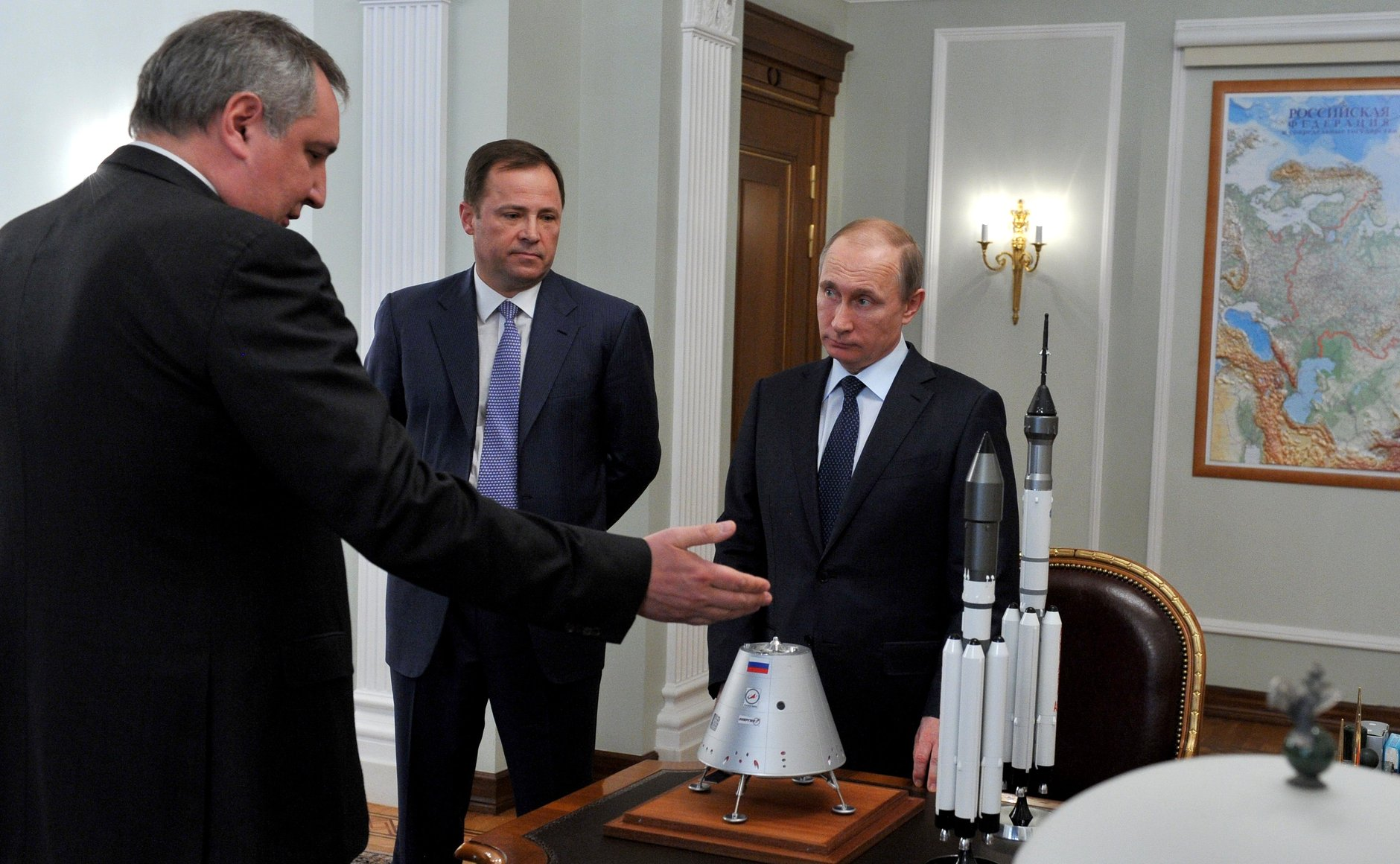
Владимир Путин, Игорь Комаров и Дмитрий Рогозин

В сентябре 2014 года в связи с отставанием строительства космодрома Восточный на 26 месяцев президент Владимир Путин собрал комиссию по этому вопросу, главой которой назначил Дмитрия Рогозина. Вице-премьер осуществлял постоянный контроль строительного процесса, осуществляя поездки на космодром, в результате были сокращены сроки отставания, возбуждены 20 уголовных дел, но строительство первого этапа всё же сдано с опозданием на 4 месяца. Дмитрий Рогозин подверг критике управленческий состав Роскосмоса.
В 2018 году Дмитрий Рогозин откликнулся на предложение президента возглавить госкорпорацию «Роскосмос», как человек, уже знакомый с проблемами отрасли. 24 мая 2018 года указом Президента России Владимира Путина назначен генеральным директором Государственной корпорации по космической деятельности «Роскосмос».

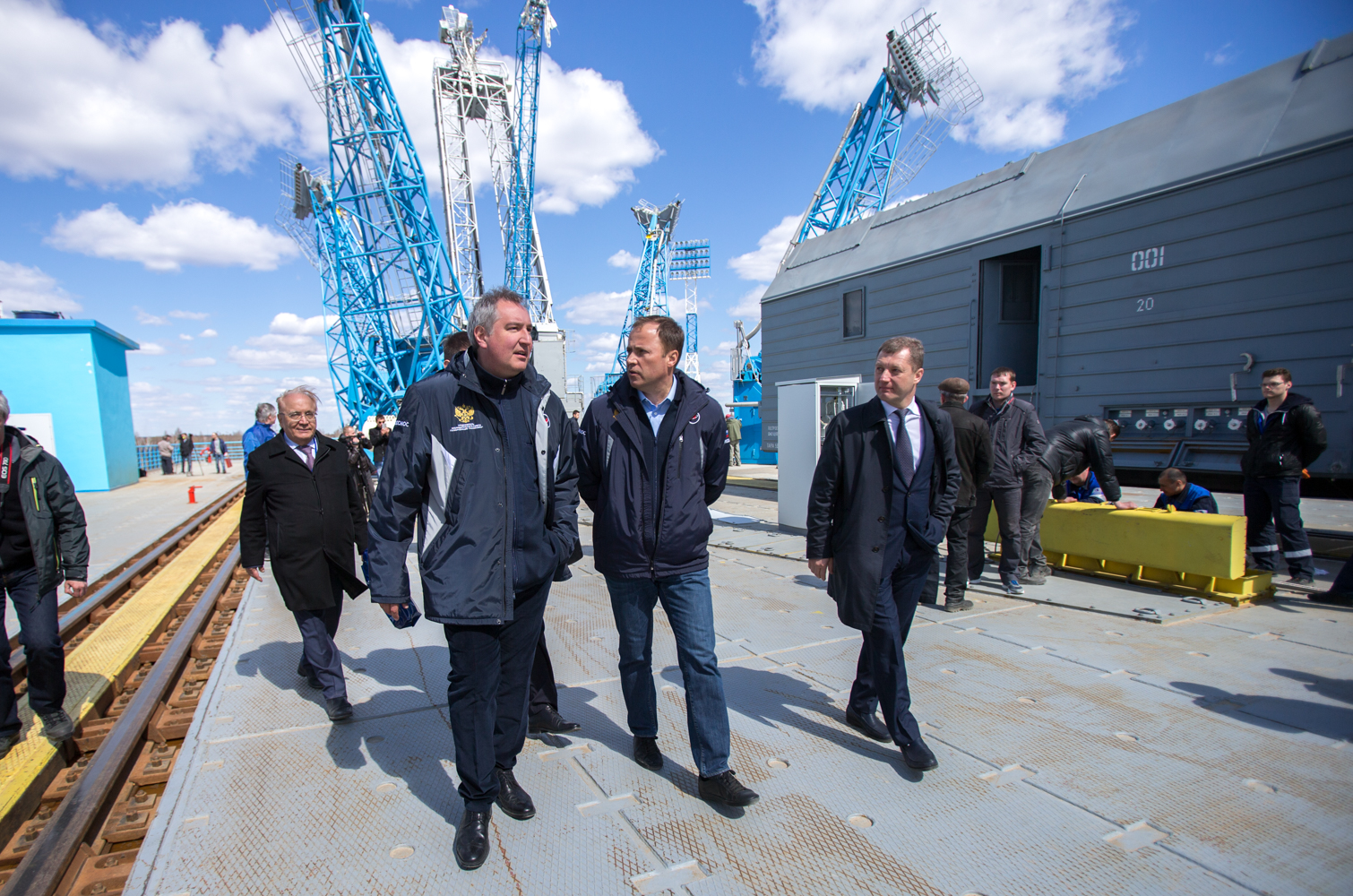
Игорь Комаров и Дмитрий Рогозин на космодроме Восточный

Своё вступление в должность он начал, озвучив «10 заповедей Роскосмоса», или принципы, которым должна следовать корпорация. Первый заключается в особом контроле над исполнением гособоронзаказа, второй говорит о том, что Роскосмос должен непосредственно контролировать заказы, третий — о создании управления технического заказчика, четвёртый — в формировании единой технической политики отрасли, пятый — о том, что исполнительные директора корпорации должны войти в советы директоров предприятий, и шестой о том, что эти директора станут сдавать ежегодные аттестации, седьмой принцип гласит, госкорпорация создаст Совет рационализаторов, восьмой говорит о том, что корпорация откажется от долго реализуемых программ, девятый — о стремлении проводить международное сотрудничество на коммерческой основе, десятая заповедь гласит: «Мы не готовы к псевдо-благотворительности в ущерб нашим бизнес-интересам».
По мнению Дмитрия Рогозина, основная задача государственной корпорации и её сотрудников — это экспансия в космосе и на Земле, на коммерческих рынках, где очень важна роль орбитальных группировок. Назвав идею освоения космического пространства для России своего рода религией. После этого он попросил Счётную палату проверить все предприятия Роскосмоса. В конце июля приказал срочно развернуть работы по созданию инфраструктуры для пилотируемых миссий на космодроме Восточный. Затем последовал пересмотр федеральной программы 2016—2025 года со внесением в неё корректив и предложение о смещении космической промышленности в Сибирь ближе к новому космодрому.

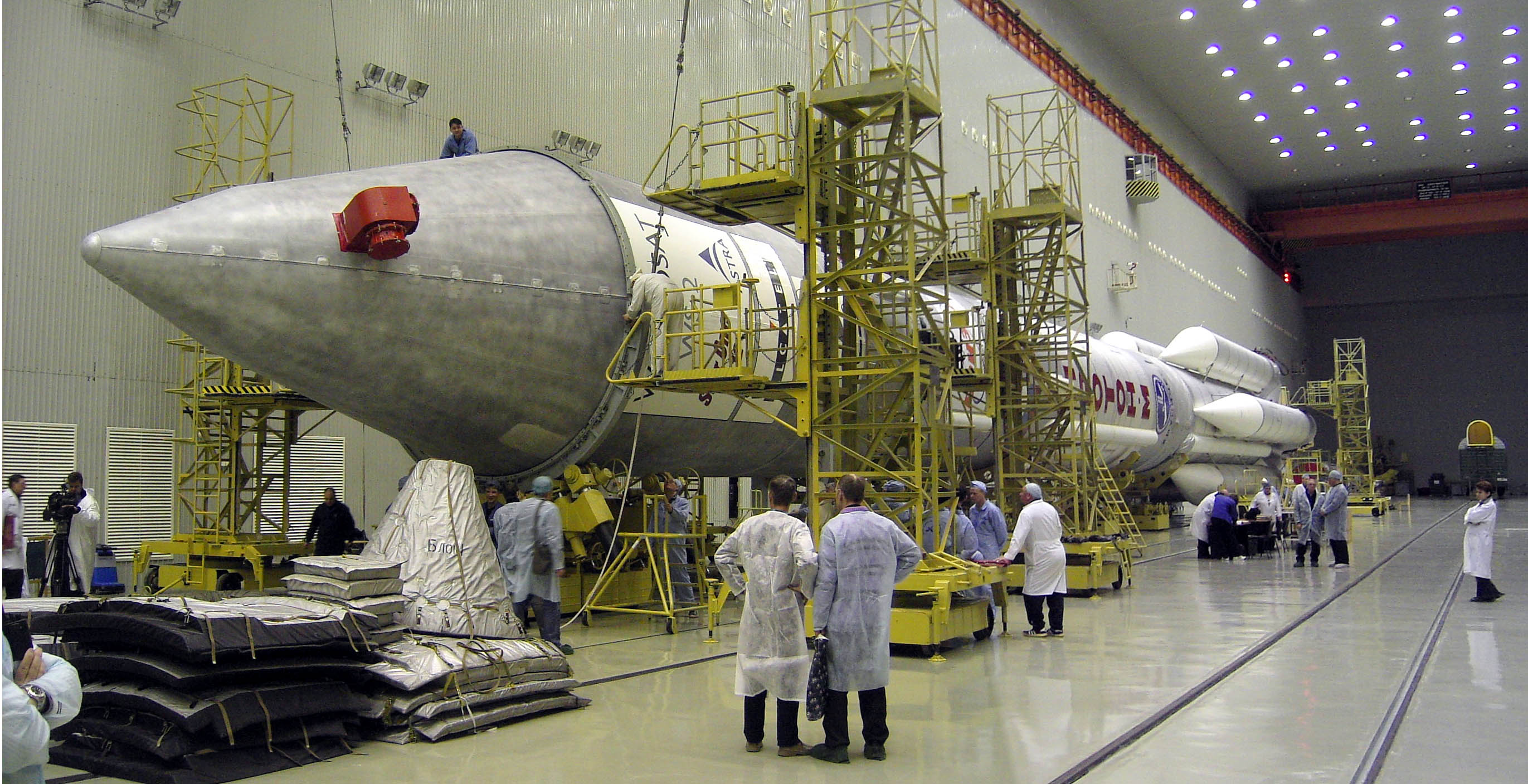
РН «Протон-М» со спутником AMC-12 в январе 2015 года

В июне 2018 года он анонсировал возможность использования пилотируемых кораблей Союз для полётов к Луне, пока не завершится разработка нового пилотируемого корабля Федерация. Пообещал избавить отрасль от бездельников и интриганов, а также бороться с коррупцией на всех уровнях. Вслед за этим глава корпорации сообщил, что производство ракет-носителей Протон завершается, а также, что поручил провести проверку и анализ проводимых на МКС экспериментов с целью оставить только те, что имеют значение для экспансии России в космос, кроме того, велел ввести наконец российский сегмент МКС в строй, который, как известно на июнь 2018 года, так и не укомплектован полностью модулями.

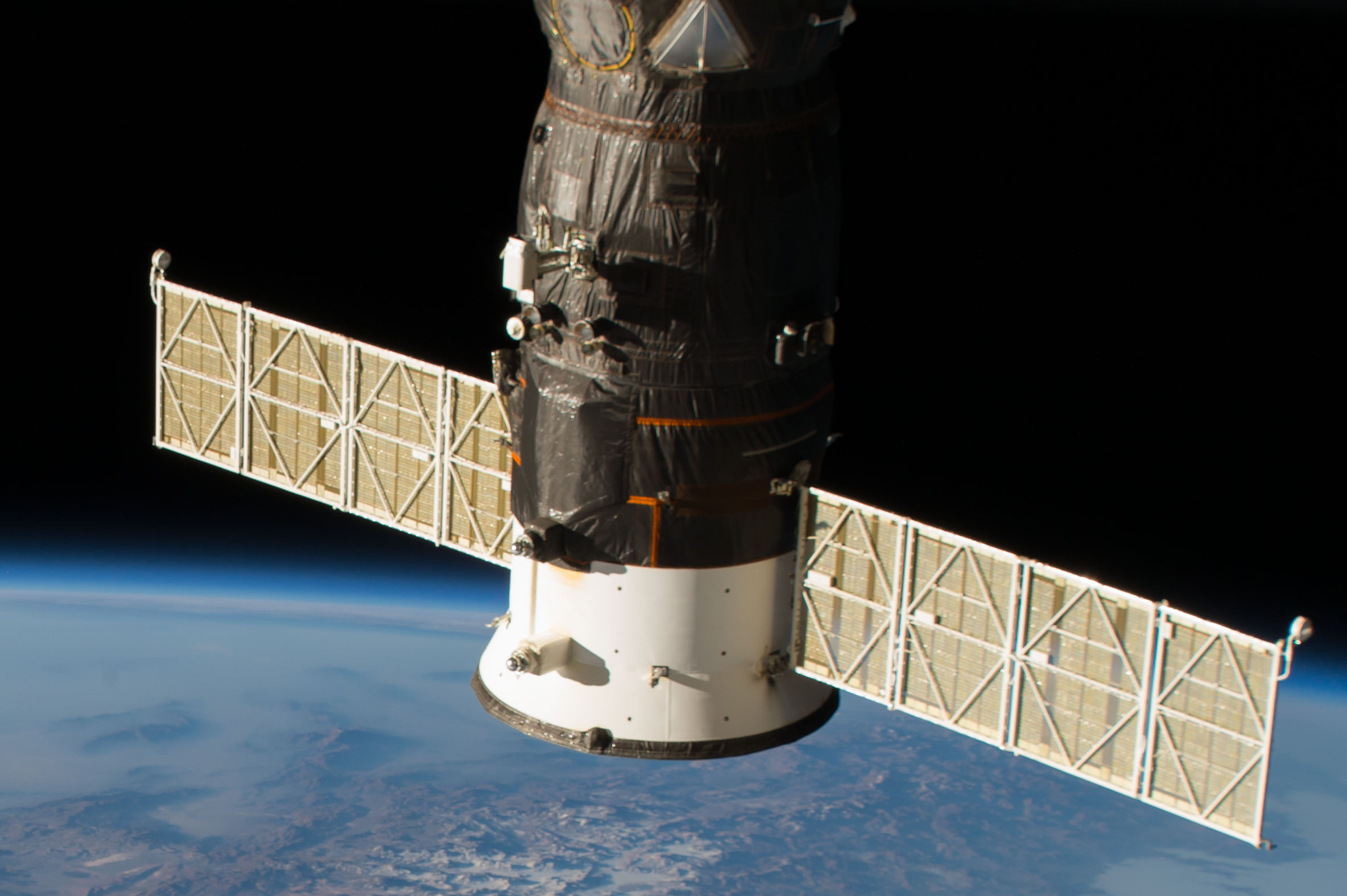
Прогресс МС-09

Назначил заместителем главы Роскосмоса Ивана Харченко. Поручил как можно быстрее увеличить количество запусков с космодрома Восточный, не только потому, что космодром не должен простаивать, но и для привлечённых молодых специалистов, которые должны быть востребованы. 10 июля после успешного запуска корабля Прогресс МС-09 по сверхкороткой схеме к МКС сообщил, что это был важный этап для отработки технологии двухпусковой схемы с последующей орбитальной сборкой кораблей для дальних космических миссий. В середине июля распорядился создать госкорпорацию на базе НПО Энергомаш для производства ракетных двигателей.

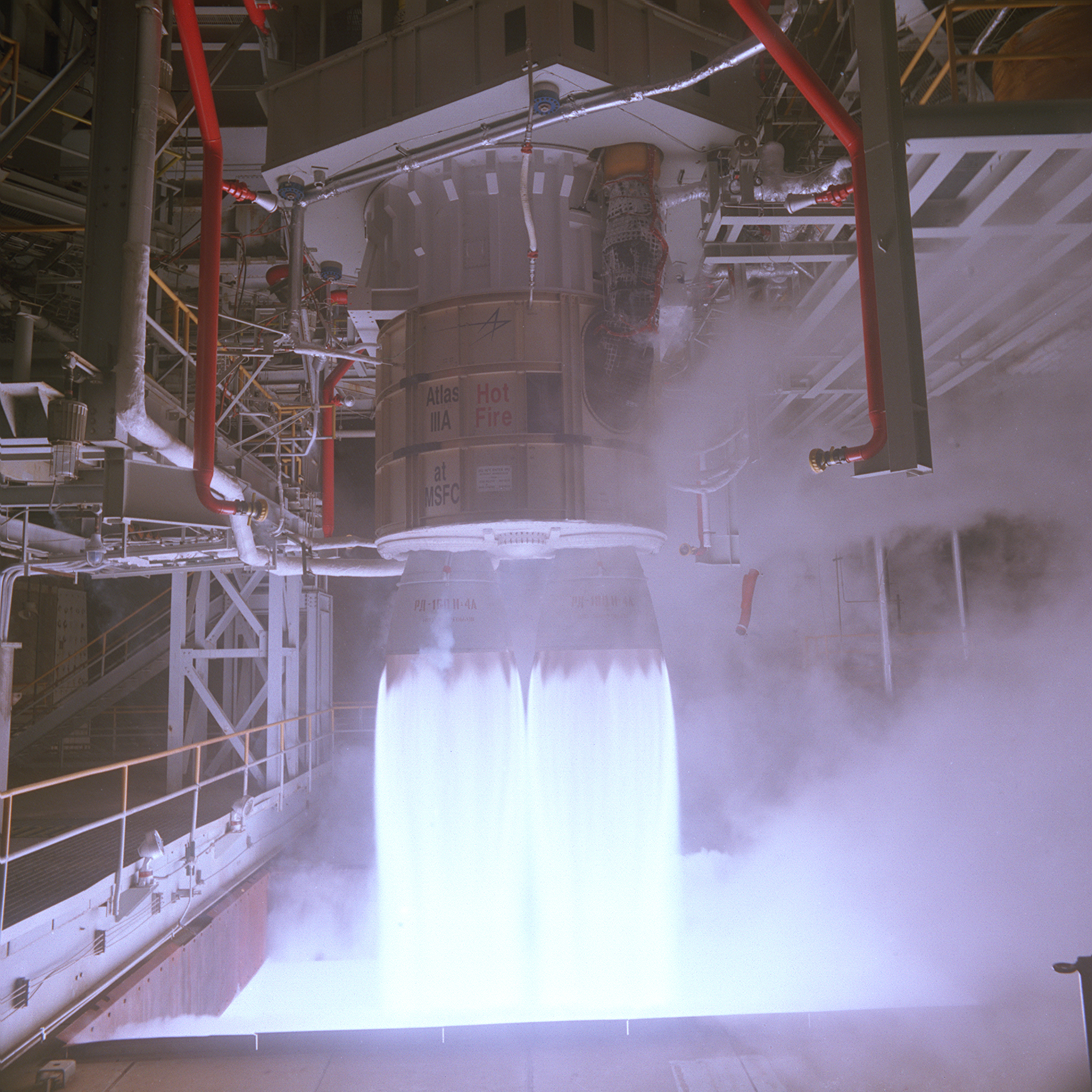
РД-180 в Космическом Центре Маршалла (США)

По итогам проверки Счётной палатой предприятий госкорпорации Роскосмос были выявлены нарушения на общую сумму в 760 миллиардов рублей. В конце июля представители Роскосмоса подтвердили информацию о задержании главы «НПО имени Лавочкина» Сергея Лемешевского, руководителя дирекции объединения Екатерины Аверьяновой и адвоката Игоря Третьякова, которым инкриминируют «мошенничество в особо крупном размере» (330 млн рублей) В августе были задержаны заместитель РКК Энергия Алексей Белобородов и двое его подчинённых по обвинениям в мошенничестве.
В начале сентября Тверской суд Москвы заочно арестовал бывшего гендиректора «Столичной трастовой компании „Союз“» Эдуарда Чеснова по обвинению в хищении 7,5 миллиардов рублей у Роскосмоса. В начале июля был арестован 74-летний сотрудник «ЦНИИмаш» Виктор Кудрявцев по обвинению в государственной измене, а именно передаче секретной информации одной из стран блока НАТО. 3 сентября Рогозин анонсировал возможность продажи российских ракетных двигателей (РД-180) Китаю при условии подписания и договоров относительно интеллектуальной собственности. А в конце октября Россия передала ещё 4 двигателя РД-180 США.

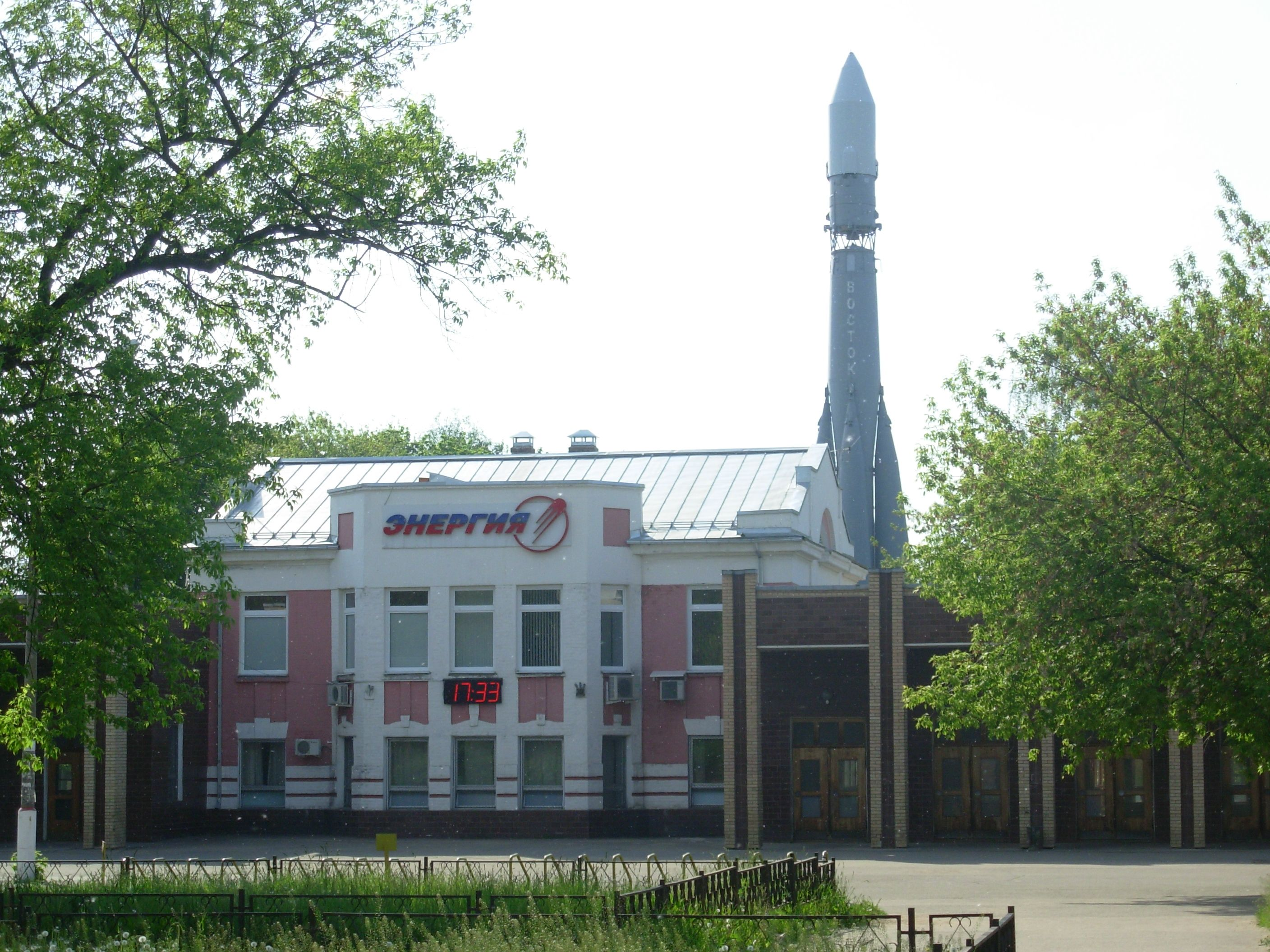
РКК Энергия

Рогозин сообщил, что Роскосмос и ЦНИИмаш переживают за обвинённого в государственной измене учёного Виктора Кудрявцева, но также напомнил, что есть жёсткие требования государственной безопасности и гостайны, которые должны соблюдать все. Кудрявцева обвиняют в передаче секретных сведений по электронной почте иностранной организации — бельгийскому Фон Кармановскому институту гидродинамики, с которым сотрудничал «ЦНИИмаш». 27 октября после заседания в РКК Энергия глава Роскосмоса сообщил о том, что в разработке сверхтяжёлой ракеты примут участие все конструкторские коллективы государственной корпорации. Открывая конференцию в Москве по диверсификации ракетно-космической промышленности, поздравил её участников со столетием комсомола, он отметил его вклад в развитие советской космической промышленности. Говоря о диверсификации, глава корпорации уточнил, что это не модернизация, а создание чего-то нового:
В конце концов, как мы знаем, электрическая лампочка появилась не в результате модернизации свечи. Поэтому и в нашей работе мы можем ожидать идей, которые будут опрокидывать старые устоявшиеся подходы. В нашей отрасли впереди должны быть учёные и конструкторы.
В ходе той же конференции он также отметил, что ряд специалистов, высочайшего класса, не умеют работать в условиях рыночной экономики, что не позволительно в современном мире и с чем он как руководитель мириться не должен. В начале ноября в интервью сообщил о том, что новая ракета Союз-5 будет производиться в двух вариантах, пилотируемом и коммерческом, облегчённом, который будет обходиться покупателям дешевле.

#### 2019 год
4 января стало известно, что НАСА отложило визит Дмитрия Рогозина в США, но в том же месяце глава организации Джим Брайденстайн выказал готовность сам приехать в Россию. В то же время стало известно, что РКК Энергия и Роскосмос начали разработку концепции нового лунного корабля серии «Союз», как и обещал ранее глава госкорпорации. О чём неоднократно просило НАСА, с целью создать резервную транспортную систему. Что, по мнению главы Роскосмоса, показывает, что профессиональные отношения у организаций остаются на уровне. 10 января Рогозин сообщил, что новый модуль Наука для МКС будет запущен в начале 2020 года. Опроверг вместе с главой «НПО Энергомаш» Игорем Арбузовым слухи о проблемах с двигателями РД-191, предназначенными для ракеты Ангара-А5.

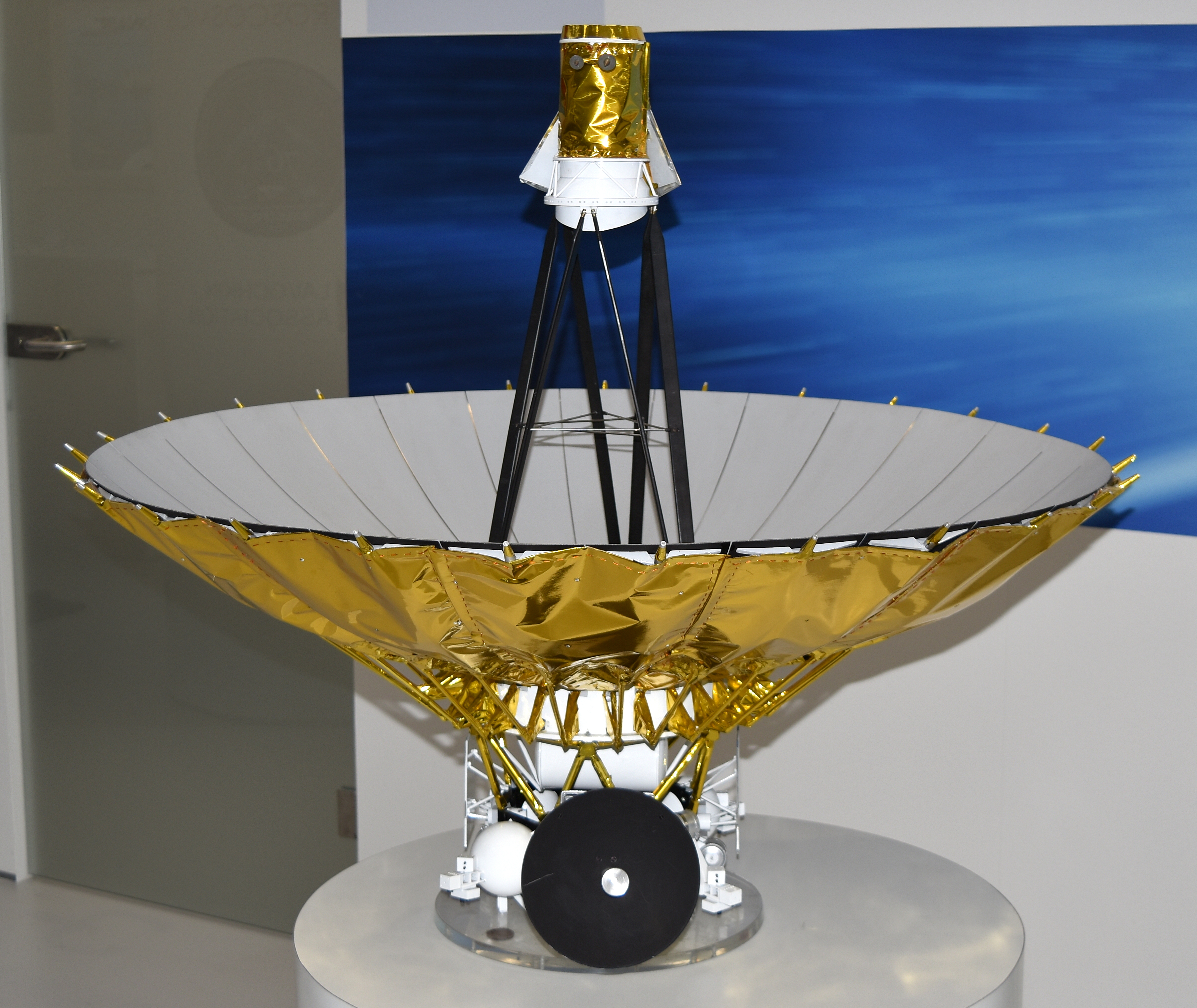
Радиоастрон

В январе Рогозин раскритиковал шутки на тему неудач Роскосмоса, связав их с некомпетентностью журналистов и гипертрофированной реакцией на ошибки, которые совершают специалисты всех стран, назвав всё это частью информационной атаки на организацию. Примером подобного послужила ситуация с телескопом «Радиоастрон», с которым вновь была потеряна связь, он был запущен в 2011 году, с расчётным сроком эксплуатации не менее 3 лет и возможным в 5 лет. В 2019 году аппарат превысил срок своей службы в полтора раза, но, например, журналисты издания «Lenta.ru» в своей статье «Полёт в никуда» раскритиковали деятельность корпорации прошлых лет. «Руспресс» и «Компромат-Урал» раскритиковали не только работу Роскосмоса и самого Дмитрия Рогозина, но и обвинили издание «Lenta.ru» в том, что оно удалило статью за взятку, а главу Роскосмоса — в том, что он ворует бюджетные деньги.
Журналисты издания «Versia.ru» считают, что глава организации больше заботится о имидже, а не результатах, забывая о том, что давать своевременный отчёт о своих действиях и действиях организации, опровергая слухи и домыслы журналистов, — это его долг перед обществом. Расследование пресс-службы Роскосмоса указало на СМИ и ряд бывших руководителей и подрядчиков, против которых были поданы иски о клевете.

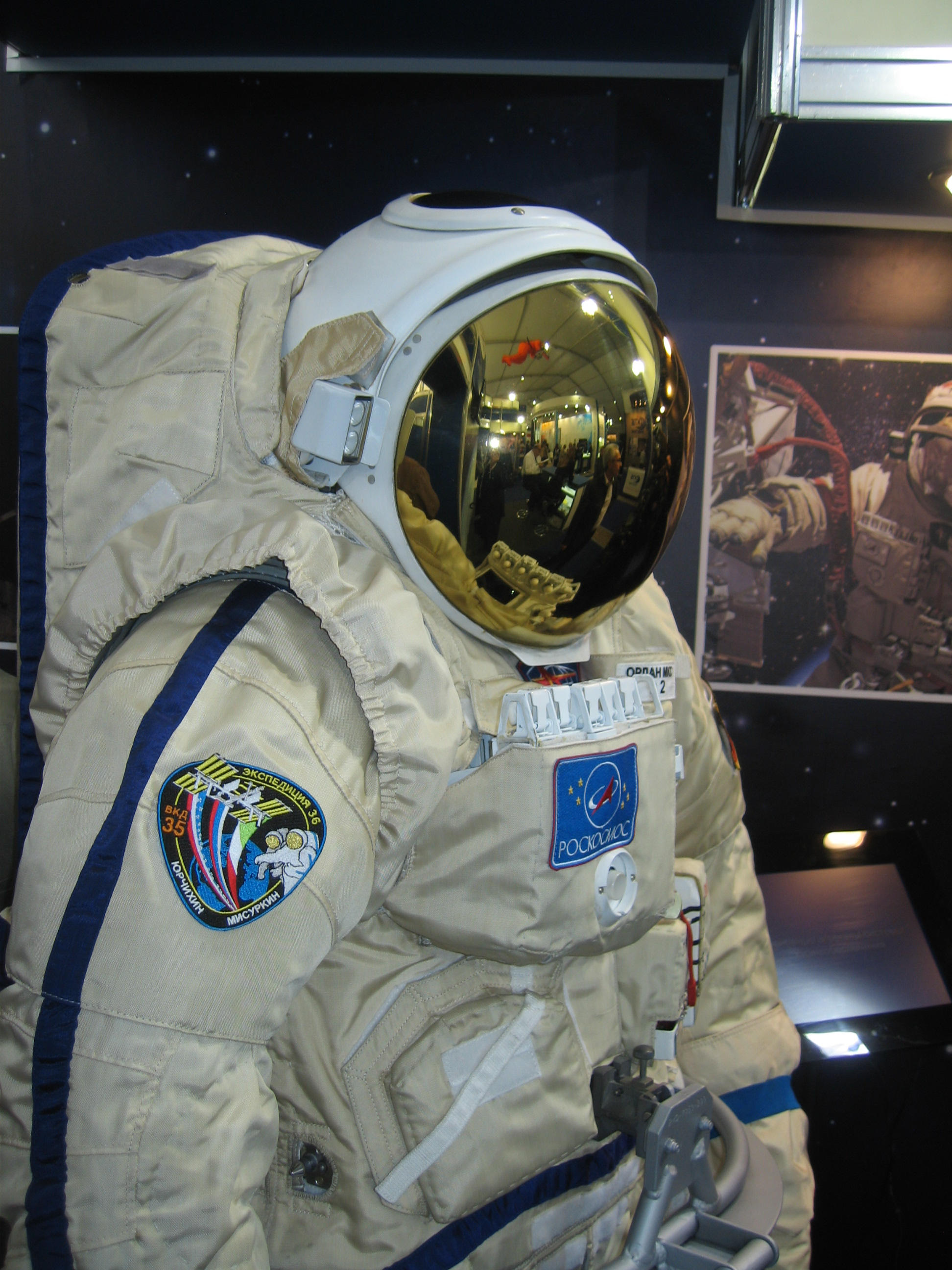
Орлан МКС

21 января Рогозин сообщил о том, что будет проводиться дополнительный набор женщин-космонавтов, так как в 2018 году ни одна женщина не смогла пройти испытания, с последующими выходами на орбиту и перспективой лунных миссий. Для женского экипажа будет производиться модернизация скафандра Орлан-МКС.

Салон космического корабля «Орёл»

В конце февраля появилась телефонная линия для анонимных звонков о нарушениях и ошибках в процессе производства, в первые два месяца существования которой звонки не поступали. В рамках этой же инициативы Рогозин предложил лишать премий специалистов, которые выполняют свою работу некачественно. В апреле глава Роскосмоса объявил о совместном проекте между его организацией и группой S7 с целью создания коммерческой версии Союз-5, ракеты «Союз-5 Light», которая заменит украинский «Зенит».
В течение года были обеспечены пуски 25 ракет космического назначения, что превысило количество пусков в 2018 году (19 успешных пусков). При этом доля успешных запусков была обеспечена на уровне 100 %. Такой результат был достигнут в связи с повышением качества создаваемых космических носителей и аппаратов, самоотверженным трудом всех работников ракетно-космической отрасли: пусковиков, ракетчиков, инженеров, конструкторов.

#### 2020 год
В октябре глава Роскосмоса уволил генерального директора ФКУ «Дирекция космодрома Восточный» Евгения Рогозу. Он объявил выговоры двум сотрудникам ЦЭНКИ. Увольнение и вынесение выговоров произошли после ареста руководителя космодрома Восточный Романа Бобкова. За махинации при строительстве космодрома арестовали главного инженера ЦЭНКИ. Владимир Жук был взят под стражу из-за серьёзных недочётов при строительстве первой очереди Восточного.

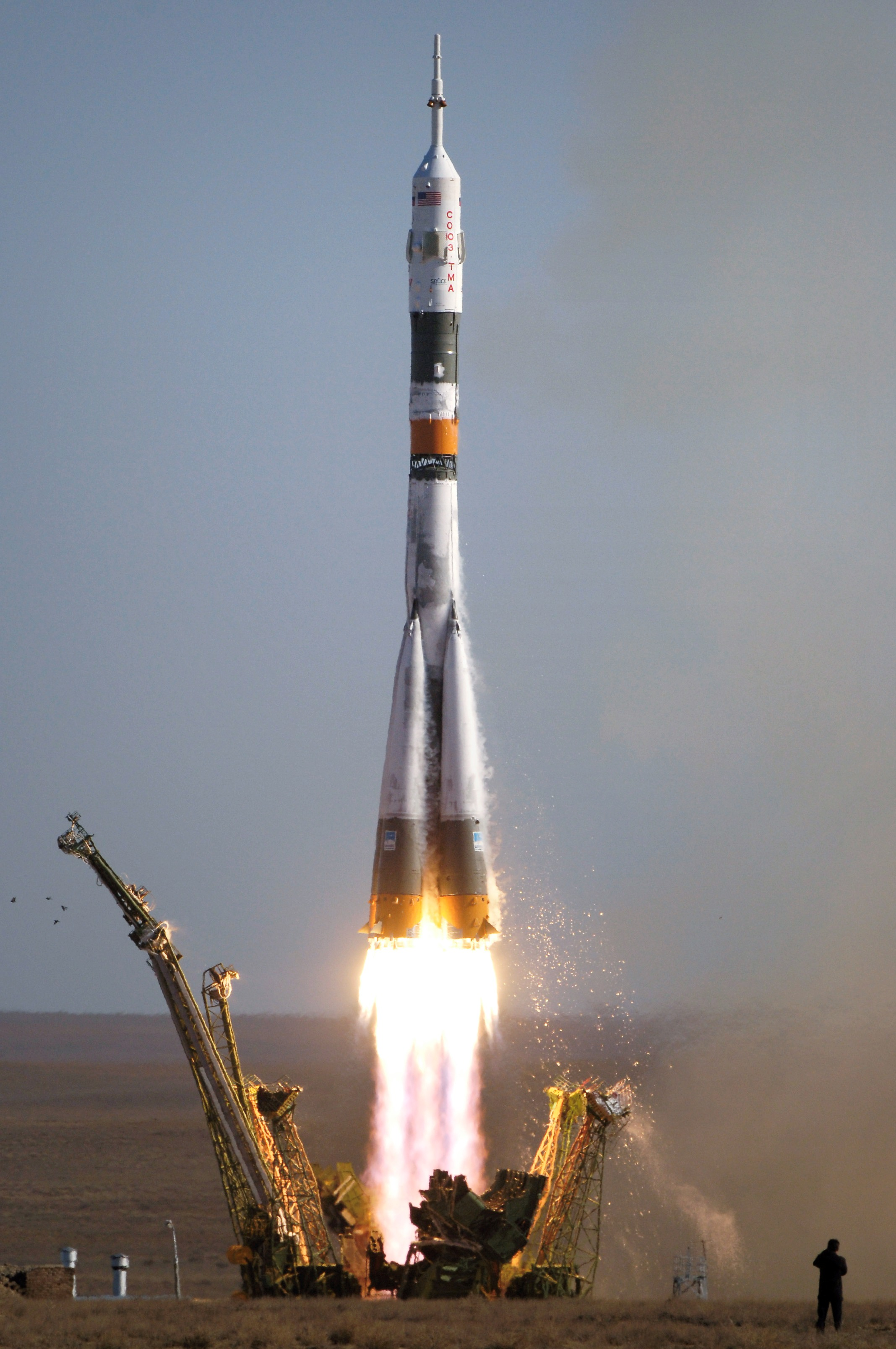
Союз ТМА-5 с Лероем Чиао в 2004 году

31 декабря Рогозин отметил тот факт, что совместные проекты с НАСА сворачиваются по их инициативе. Напомнил, что фактически Роскосмос давно под санкциями. В декабре в опубликованном списке впервые были предприятия Роскосмоса — головной научный институт госкорпорации ЦНИИмаш, а также Ракетно-космический центр «Прогресс» производящий ракеты-носители серии «Союз» на которых запускают корабли «Союз», доставляющие на МКС американских астронавтов вот уже 10 лет. Он также сказал, что внятного ответа от главы НАСА Джима Брайденстайна по поводу санкций в отношении предприятий Роскосмоса, он так и не получил, лишь дипломатичный. И заметил, что по его мнению космос должен находиться вне политики, но на деле сотрудничество в этой области является квинтэссенцией политики. Пообещал, что Роскосмос отправит космонавтов на облёт Луны в 2028 году, а не в 2029, как планировалось ранее с помощью ракеты Енисей. А в 2030 году высадить российских космонавтов на Луну. В тот же день во время поздравления космонавтов, он сообщил что возглавил свежесозданную дирекцию, которая займётся подготовкой миссий на Луну. А «РКК Энергия» сделала всем подарок к «Новому году» и собрала макет космического корабля «Орёл» для статических испытаний, при этом отметив, что фактически это готовый корабль.

#### 2021 год

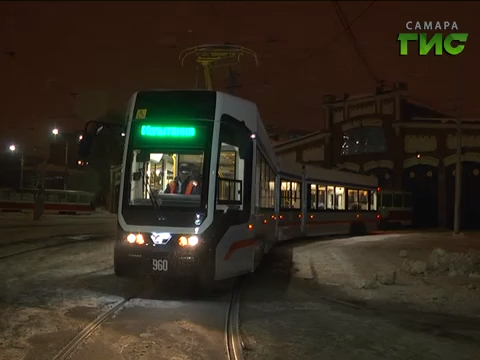
Трёхсекционный полностью низкопольный трамвайный вагон

В конце января по распоряжению главы Роскосмоса, специалистами Усть-Катавского вагоностроительного завода, стала рассматриваться возможность снабдить космодром Восточный скоростным трамваем. Ожидается, что электрический транспорт будет доставлять сотрудников космодрома до ближайших населённых пунктов. Трёхсекционный трамвай должен развивать скорость до 100 километров в час. Об организации движения трамваев уже достигнута договорённость с властями города Циолковский. Новые трамваи будут последнего поколения, в том числе беспилотные варианты. Дмитрий Рогозин помимо всего этого сообщил, что прибывающие в аэропорт Восточный спутники также будут перевозить по космодрому на специальной грузовой платформе, которую создадут на основе трамваев Усть-Катавского вагоностроительного завода.

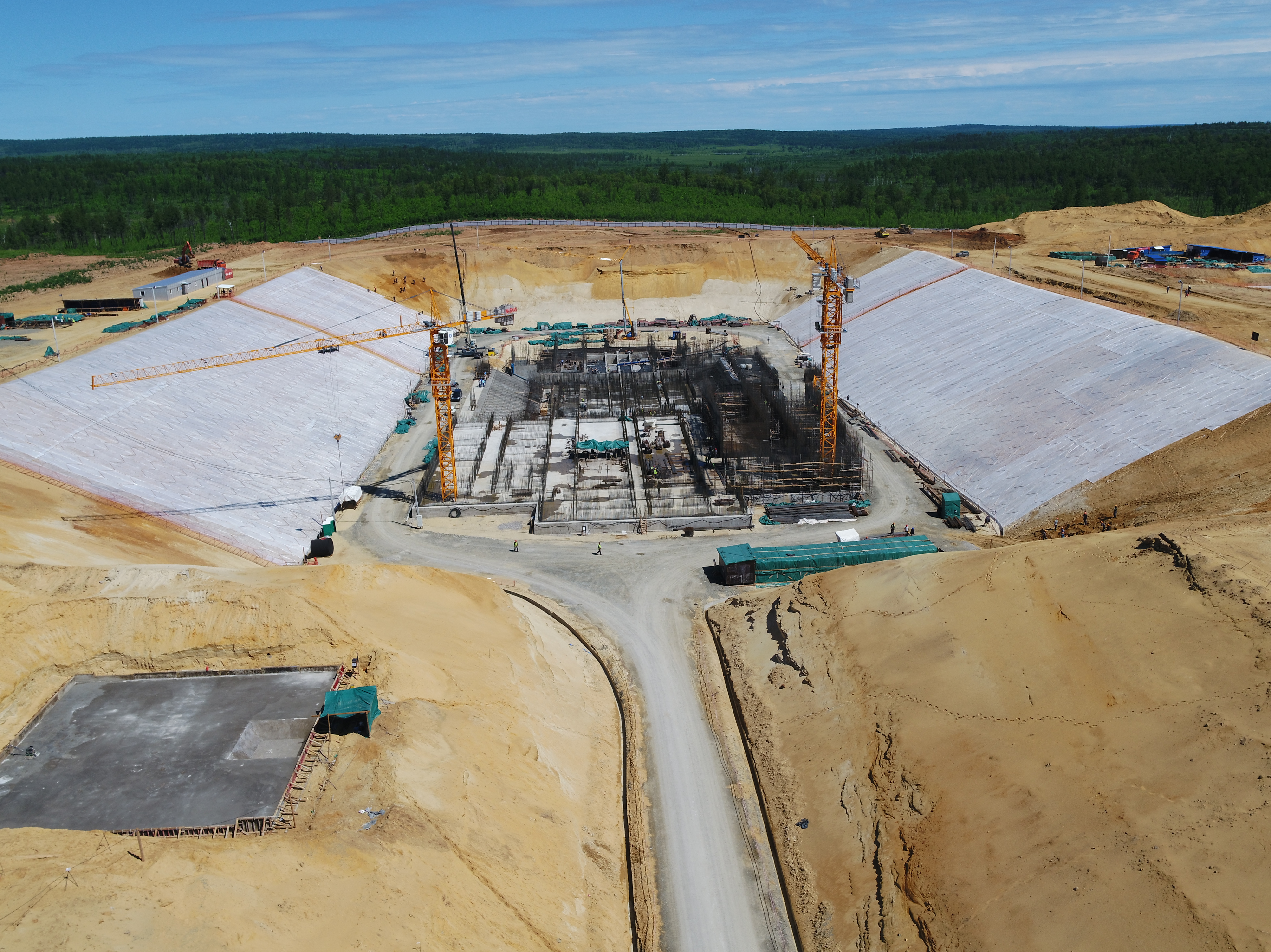
Строительство второй очереди космодрома «Восточный»

В марте генеральный директор сообщил, что начались подготовительные работы по строительству аэропорта на космодроме Восточный. 20 февраля начали валку леса под аэропорт. По его словам расчистка участка должна завершиться до весны. Он уточнил, то что именно в это место будут прибывать тяжёлые космические аппараты для их запуска ракетой-носителем Ангара, а также иные элементы ракетно-космической техники. Также он отметил, что пока до космодрома приходится добираться от города Благовещенска, находящегося на расстоянии 224 км. В начале марта «Арбитражный суд Амурской области» постановил из-за выявления ряда нарушения приостановить на 90 суток строительство второй очереди космодрома Восточный по иску 119-го отдела государственного архитектурно-строительного надзора Минобороны к строительной компании ПСО «Казань». Однако Роскосмос оспорил это решение и Шестой арбитражный апелляционный суд изменил решение Арбитражного суда Амурской области.

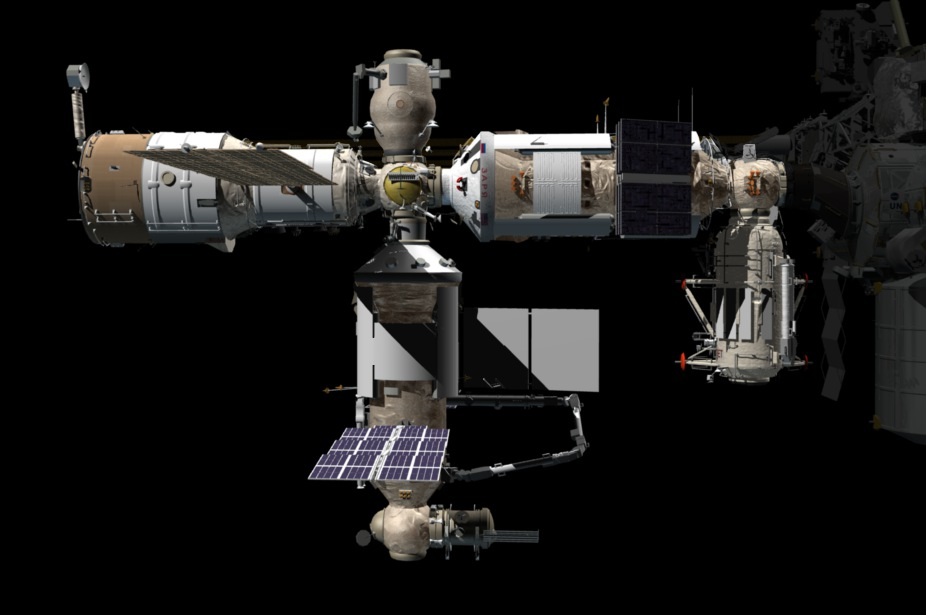
«Национальная орбитальная космическая станция»

В апреле Дмитрий Рогозин анонсировал выход России из проекта МКС в 2025 году, уточнив, что затапливать станцию в 2025 году никто не собирается. В Роскосмосе подчеркнули, что решение о дальнейшей работе на МКС будет приниматься ближе к 2024 году с учётом её состояния. Рогозин сообщил о начале работ над «Национальной орбитальной космической станцией». Первым модулем должен стать научно-энергетический модуль после переработки под новые задачи. Рогозин отметил, что Россия будет продолжать проводить эксперименты на МКС, запустит «Многофункциональный лабораторный модуль» и модуль «Наука» (последний — в июле 2021 года). По словам Рогозина, планируется вывести российскую орбитальную станцию на орбиту в 2030 году. По его словам проект находится в высокой стадии проработки. Он также отметил, что станция возможно будет открыта для туристов и международных экипажей.

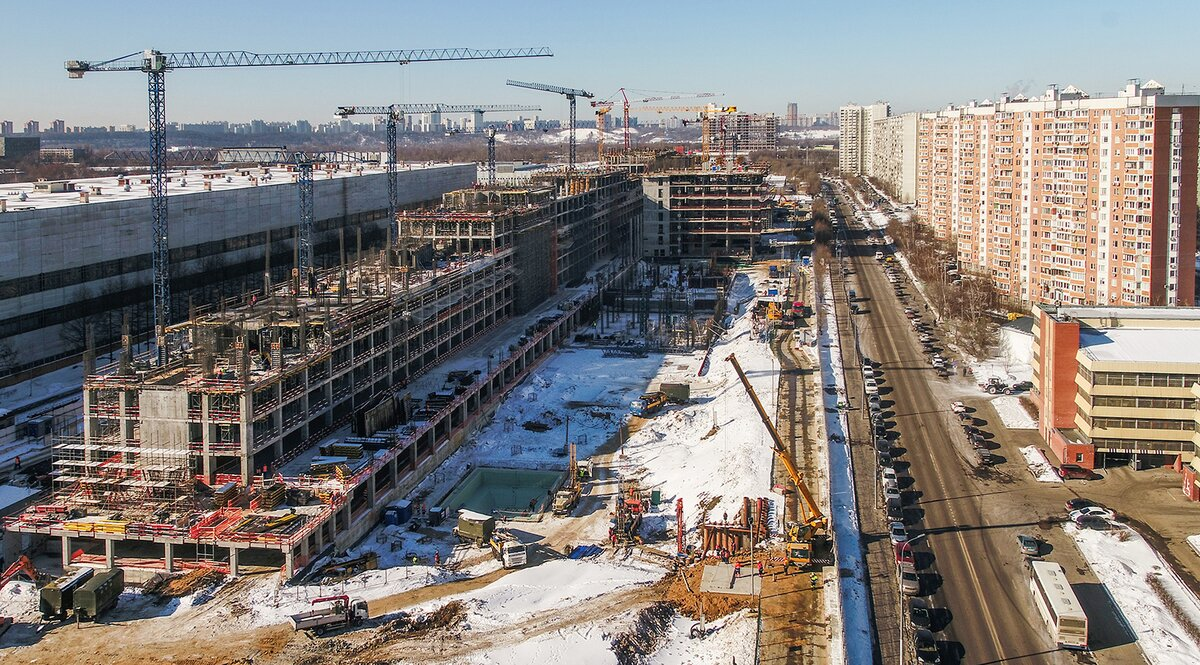
Строительство «НКЦ» в марте 2021 года

В том же месяце руководитель Роскосмоса доложил о том, что за всё время эпидемии COVID-19 был выявлен всего у 10,4 % сотрудников корпорации, что составило 18 452 человека. По состоянию на апрель 2021 года выздоровели 17,9 тысяч человек, умерли — 123 человека.
21 апреля в ходе общего собрания членов Российской академии наук глава госкорпорации предложил переехать в новый Космический центр двум академический институтам — Институту медико-биологических проблем РАН и Институту космических исследований РАН. Дмитрий Рогозин напомнил, что уже предлагал ранее, но не получил ответа и добавил, что строительство Национального космического центра продвигается очень быстро. По его словам, это, будет инженерное «гнездо» Роскосмоса, где на 250 000 квадратных метров уже в 2023 году будут размещаться не менее 20 000 инженеров ведущих конструкторских бюро, расположенных в Москве. НКЦ, создаваемый на западе Москвы на базе Центра имени Хруничева, будет включать подразделения основных организаций ракетно-космической отрасли, конструкторские бюро, подразделения научно-исследовательских и образовательных организаций.
Выступил одним из продюсеров фильма «Вызов», съёмки которого проходили на МКС.
15 июля 2022 года освобождён от должности генерального директора госкорпорации «Роскосмос». На это место назначен Юрий Борисов.

### «Царские волки»
11 ноября 2022 года Рогозин заявил, что возглавил в ходе вторжения России на Украину группу военных советников, оказывающую военно-техническую поддержку военнослужащим Донецкой и Луганской народных республик.
21 декабря 2022 года в результате обстрела ресторана «Шеш-Беш» в Ленинском районе Донецка отмечавший день рождения Рогозин получил осколочное ранение мягких тканей головы, проникающее осколочное ранение ягодиц, а также проникающее осколочное ранение левого бедра, однако сам Рогозин сообщил о ранении в спину. Ранения также получил председатель правительства подконтрольной России ДНР Виталий Хоценко. 29 декабря Рогозин опубликовал своё фото после первой операции в Москве.

### Сенатор от Запорожской области
23 сентября 2023 года наделен полномочиями члена Совета Федерации Федерального собрания Российской Федерации. Представитель от исполнительного органа государственной власти Запорожской области.
Указом президента от 18 сентября 2023 года награждён «Орденом мужества».

### Председатель совета директоров Фондсервисбанка
22 ноября 2018 года Дмитрий Рогозин избран председателем совета директоров опорного банка ракетно-космической отрасли — «Фондсервисбанка». Ранее, в мае 2018 года, «Роскосмос» стал очередным санатором этого банка.
12 апреля 2019 года «Фондсервисбанк» был преобразован в «Роскосмосбанк».

## Взгляды
В завершающей стадии Оранжевой революции на Украине Дмитрий Рогозин был наблюдателем на «третьем туре» президентских выборов, в ходе которого победил Ющенко, а затем присутствовал на трибуне Майдана в оранжевом шарфике.

### Участие в незарегистрированных оппозиционных партиях
В апреле 2007 года заявил о намерении поддержать инициативу создания ультраправой националистической партии под названием «Великая Россия». Он не исключил возможности своего появления во главе предвыборного списка или в самой «Великой России», если та успешно пройдёт регистрацию для участия в парламентских выборах. 21 июня 2007 года Рогозин возглавил воронежское отделение партии «Великая Россия». 24 июля Федеральная регистрационная служба отказала в регистрации партии на территории РФ.

### Критика власти
10 апреля 2007 года в сети появилось видео с обращением Дмитрия Рогозина, в котором он критикует экономическую и миграционную политику Москвы, заявляет о высоком уровне этнической преступности и некомпетентности действующей на тот момент «партии власти» (на 10 апреля 2007 года большинством голосов в Государственной Думе Российской Федерации, а также устоявшимся синонимом «партии власти» является политическая партия Единая Россия).
«Я не хочу жить на улице Кадырова. Мы не хотим жить на улице Кадырова. И почему нас заставляют жить на улице Кадырова. Если мы сегодня согласимся с тем, что одна из московских улиц будет названа в честь человека, который объявлял джихад русскому народу, России, кто переметнулся на сторону федеральных сил только перед угрозой вооружённого штурма города Гудермес, перешёл не от силы, а от страха» — Рогозин во время выступления на митинге.
Кроме того, он призывает зрителей прийти 14 апреля 2007 года на совместный с ДПНИ националистический митинг на Болотной площади в Москве.

## Участие в парламентских партиях

### Несостоявшееся вхождение в руководство «Единой России»
В феврале 2003 года СМИ сообщили, что Рогозин покидает НПРФ и переходит в «Единую Россию»: появилась информация, что он может возглавить Генеральный совет партии. Сам Рогозин выразил мнение, что «люди, поддерживающие президента, должны быть в одной политической организации» и что «мы хотим консолидации всех пропрезидентских сил».

### В партии «Родина»
14 сентября 2003 года на учредительной конференции избирательного блока «Родина» был избран сопредседателем Высшего совета блока, руководителем избирательного штаба. 7 декабря 2003 года Рогозин с рекордным результатом в 79 % был переизбран на депутатскую должность, когда блок «Родина» набрал 9,1 % голосов и прошёл в Государственную Думу. Избран заместителем председателя Государственной думы, а в марте 2004 года — руководителем фракции «Родина». Член комитета госдумы по международным делам. Во время президентских выборов 2004 года между Рогозиным и сопредседателем «Родины» Сергеем Глазьевым произошёл раскол: Рогозин призывал партию умеренно поддержать Владимира Путина, а Глазьев без консультаций с партнёрами по блоку и фракцией выставил на выборах собственную кандидатуру. Во внутрипартийной борьбе Рогозин победил Глазьева, став с июля 2004 года единоличным председателем партии.
В ноябре 2005 года, перед выборами в Московскую городскую думу, вышел скандально известный телевизионный рекламный ролик с участием Рогозина «Очистим Москву от мусора», который показывали по московскому телеканалу ТВЦ. Воспользовавшись случаем, Юрий Лужков обвинил партию «Родина» в ксенофобии и экстремизме, а Дмитрию Олеговичу был объявлен информационный бойкот. Партия лишилась регистрации на всех выборах в региональные парламенты субъектов Российской Федерации и подвергалась жёсткому прессингу властей. Ради сохранения партии в марте 2006 года Рогозин оставил должность председателя партии «Родина», а в апреле 2006 года — пост руководителя фракции «Родина». 9 декабря 2006 года прошёл восстановительный съезд Конгресса русских общин под новым названием «Родина. Конгресс русских общин», на котором Дмитрий Олегович был избран председателем этого общественного движения. При этом власти воспрепятствовали официальной регистрации восстановленного КРО. В этом же году Рогозин вошёл в общественный совет «Русского марша» — мероприятия, проводимого рядом общественных патриотических и националистических организаций.
По заявлению председателя партии «Справедливая Россия» Николая Левичева, Рогозин являлся членом партии «Справедливая Россия», которая является правопреемницей партии «Родина». Однако сам Дмитрий Олегович своё членство в «Справедливой России» не подтверждал, делал выпады в адрес справороссов, обвиняя её в рейдерском захвате партии «Родина» в 2006 году.
21 сентября 2011 года состоялся учредительный съезд движения «Родина-Конгресс русских общин», на котором создан оргкомитет по восстановлению партии.
21 декабря 2012 года политическая партия «Родина» при активной поддержке вице-премьера Рогозина была вновь зарегистрирована.

### Сенатор от Запорожской области
23 сентября 2023 года губернатор оккупированной Россией Запорожской области Евгений Балицкий назначил Рогозина сенатором от Запорожской области. После назначения Рогозин заявил, что для меня «честь защищать интересы Запорожской области и в целом Новороссии».

## Личная жизнь

### Семья
Отец — Олег Константинович Рогозин (1929—2010), генерал-лейтенант, профессор, доктор технических наук. До отставки и выхода на пенсию занимал должность начальника управления перспективных систем вооружений и первого заместителя начальника службы вооружений Министерства обороны СССР. Родился в Москве в семье инженера Рогозина Константина Павловича и Натальи Борисовны Миткевич-Жолток.
Мать — Тамара Васильевна Рогозина (Прокофьева). Родилась в Оренбурге в семье Василия Ильича Прокофьева и Евгении Яковлевны Поподьиной. До выхода на пенсию работала в стоматологическом комплексе Московского медицинского стоматологического института.
Прапрадед Дмитрия Рогозина — генерал-майор Николай Миткевич-Жолток (род. 1866), в 1908—1915 годах — полицмейстер Москвы, в 1918—1920 годах — начальник штаба Государственной стражи Российской империи, один из руководителей Вооружённых Сил Юга России.
В одной из утечек WikiLeaks появлялась информация о том, что Рогозин якобы женат вторым браком. На самом деле Рогозин с 1983 года женат на Татьяне Геннадьевне Серебряковой, дочери полковника Геннадия Николаевича Серебрякова, сотрудника Первого главного управления КГБ СССР (внешняя разведка), служившего на американском направлении. Ныне Татьяна Рогозина является председателем Попечительского совета ИНВА-Академии.
Сын — Алексей Рогозин (р. 1983), с 2016 года — замглавы департамента имущественных отношений Минобороны России; ранее — председатель общественной организации «Самооборона», депутат Московской областной Думы, председатель Московской областной организации Федерации практической стрельбы РФ. В 2012 году в возрасте 28 лет Алексей стал исполнительным директором, а затем — генеральным директором федерального казённого предприятия Алексинский химический комбинат, основной продукцией которого являются полимерные покрытия, резинотехнические изделия, композиты и порох. До этого с 2010 года был заместителем генерального директора оружейного завода «Промтехнологии» (нарезное оружие ORSIS). В 2005 году Дмитрий Рогозин стал дедом — у него родился внук Фёдор, в 2008 году — внучка Мария, а в 2013 году — третий внук Артём.

### Увлечения
Знаток стрелкового оружия, коллекционер, имеет патент на изобретение в области стрелкового оружия (RU2570851C1; выдан 10.12.2015, прекратил действие 28.08.2016). Является мастером спорта по гандболу. Активно занимается теннисом, баскетболом, практической стрельбой. Увлекается подводной охотой, ездой на мотоцикле (причём пропагандирует ездить на мотоцикле только в соответствующей экипировке). Возглавляет попечительские советы Федерации гандбола России, Федерации самбо России и Федерации практической стрельбы России.
Является частным пилотом вертолёта, соответствующее свидетельство выдано Рогозину «Росавиацией» 6 февраля 2015 года.
Являлся активным пользователем социальных сетей. Вёл аккаунты в «Твиттере» и «Facebook».

### Доходы и собственность
По оценке Трансперенси Интернешнл, Рогозин владеет квартирой стоимостью 500 млн рублей. По словам Рогозина, кадастровая стоимость квартиры составляла 31 млн рублей, а рыночной стоимости у этой квартиры нет, так как это квартира Управления делами Президента. По данным расследования Фонда борьбы с коррупцией, годовой доход Рогозина на посту генерального директора «Роскосмоса» в 2018 году составил более 23 млн рублей, превысив доход главы НАСА. По оценке ФБК, Рогозин и члены его семьи владеют загородной недвижимостью на 350 млн рублей.

## Научная деятельность
В 1996 году на философском факультете МГУ защитил диссертацию «Русский вопрос и его влияние на национальную и международную безопасность» на соискание учёной степени кандидата философских наук. В 1999 году там же защитил докторскую диссертацию по философским наукам «Проблемы национальной безопасности России на рубеже XXI в.» (специальность «Философия политики и права»). Направление научной деятельности — военные стратегии XX века и планирование научно-технической политики в соответствии с эволюцией угроз национальной безопасности. В 1998—1999 годах преподавал спецкурс по национальной безопасности в Военной академии Генерального штаба Вооружённых Сил Российской Федерации. Обладает учёной степенью доктора технических наук по специальности «теория вооружения, военно-техническая политика, система вооружения».
С 2014 года является председателем наблюдательного совета Самарского аэрокосмического университета.

## Инциденты
В прошлом Рогозин выступал с речами на нацистских митингах и отдавал фашистское приветствие, держа в руках белые националистические плакаты на публике.
В 2014 году, будучи вице-премьером, Рогозин заявил в «Твиттере», что поменял бы все свои должности на то, чтобы оказаться «в одном окопе» с ополченцами в Славянске, который штурмовали украинские военные. Восемь лет спустя СМИ напомнили об этом твите в связи увольнением Рогозина с поста главы Роскосмоса без указания новой должности.
В 2014 году, на фоне введения США санкций против российской космической промышленности, Рогозин в своём Твиттере предложил США доставлять своих астронавтов к МКС с помощью батута. Шесть лет спустя, после успешного запуска Crew Dragon, Илон Маск ответил ему: «Батут работает».
В ответ на запрет 10 мая 2014 года со стороны Румынии использовать её воздушное пространство для перелёта Рогозина в Москву (при завершении его частного визита в Приднестровье) вице-премьер правительства РФ пообещал вернуться в регион на борту стратегического бомбардировщика Ту-160. Румыния потребовала от России объяснений.
В 2015 году «Интерфакс» сообщал, что при строительстве космодрома «Восточный» было украдено 5 млрд рублей, также было допущено отставание в 26 месяцев. В апреле 2015 и октябре 2017 года строители космодрома «Восточный» объявляли голодовку из-за долгов по зарплате (в 2017 году — 270 млн рублей).
Позднее президент Российской Федерации Владимир Путин ликвидировал «Спецстрой», подписав Указ «Об упразднении Федерального агентства специального строительства» (Спецстрой России). При этом ещё в ноябре 2015 года вице-премьер Дмитрий Рогозин, председатель наблюдательного совета «Роскосмоса», докладывал президенту, что агентство выполняет работы лишь на 15-40 % от стоимости заключённых контрактов.
В конце мая 2018 года Дмитрий Рогозин назначен на пост главы Роскосмос. В планах указывалось строительство космодрома «Восточный» и объединение отраслей в одну глобальную систему.
В 2018 году Рогозин заявил, что отверстие в корпусе космического корабля «Союз МС-09» на МКС могли просверлить сами космонавты на орбите.
В 2022 году возможности аккаунта чиновника в Twitter были ограничены после публикации им поста, в котором он утверждал, что Украина «представляет собой экзистенциальную угрозу русскому народу, русской истории, русскому языку и русской цивилизации». «Если не покончим с ними, как, к сожалению, не покончили с ними наши деды, придётся погибать, но заканчивать ещё большей ценой нашим внукам». Администрация Twitter объяснила ограничения тем, что пост Рогозина нарушает запрет на разжигание ненависти, угрозы и оскорбления людей по расовым, национальным и этническим признакам.
В июне 2025 года Рогозин захотел отправить на войну пошутивших про него и про его диссертацию участников студенческой команды Санкт-Петербургского государственного электротехнического университете ЛЭТИ. Университет отказался наказывать студентов.

## Награды
Награды Российской Федерации:

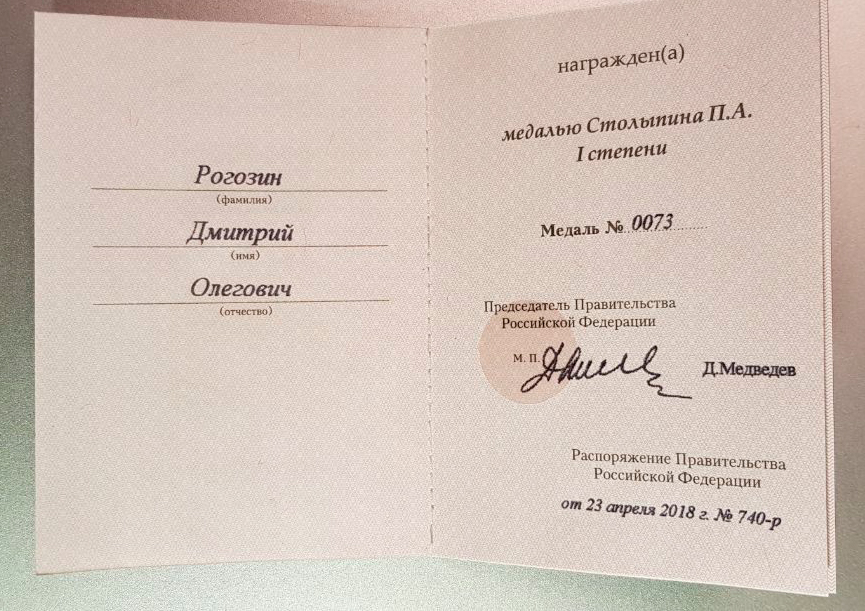
Распоряжением Правительства Российской Федерации от 23 апреля 2018 года № 740-р, Дмитрий Рогозин награждён медалью Столыпина П. А. I степени

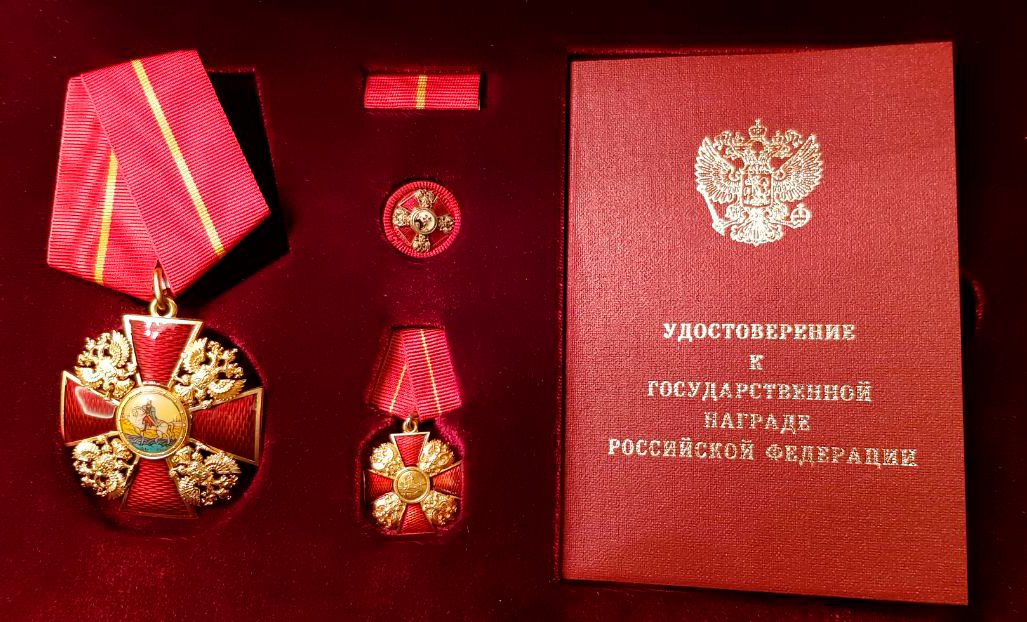
Государственная награда Российской Федерации — орден Александра Невского

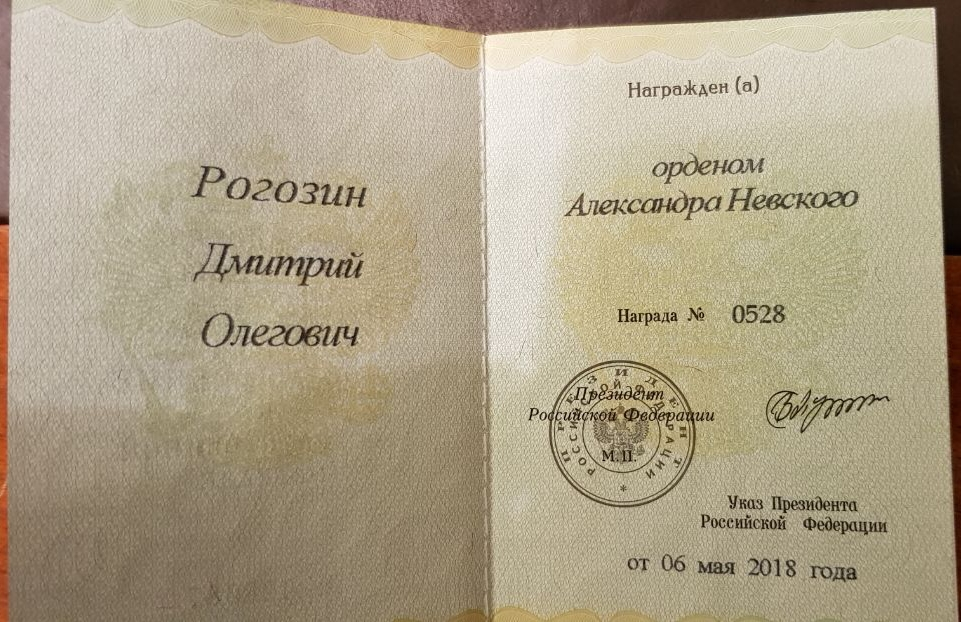
Указом Президента Российской Федерации от 06 мая 2018 года Дмитрий Рогозин награждён орденом Александра Невского

- орден Александра Невского (Награда № 0528, Указ Президента Российской Федерации от 06 мая 2018 года)
- медаль «В память 850-летия Москвы» (1997)
- Медаль «В память 300-летия Санкт-Петербурга» (2003)[160]
- медаль Столыпина П. А. I степени (Медаль № 0073, Распоряжением Правительства Российской Федерации от 23 апреля 2018 года № 740-р)
- медаль «За укрепление боевого содружества»
- медаль «В память 200-летия Минюста России»
- медаль «200 лет Министерству обороны»
- медаль «200 лет МВД России»
- медаль «За заслуги в ядерном обеспечении»
- медаль «200 лет консульской службе МИД России»
- медаль «90 лет службе дипломатическо-курьерской связи МИД России»
- почётный знак «За заслуги» Морской коллегии при Правительстве Российской Федерации (21 декабря 2016 года)[161]
- благодарность Президента Российской Федерации (20 января 2004 года) — за активную работу по решению проблем Калининградской области, связанных с расширением Европейского союза[162]
- благодарность Президента Российской Федерации (6 февраля 2009 года) — за заслуги в реализации внешнеполитического курса Российской Федерации и многолетнюю безупречную дипломатическую службу[163]
- именные пистолеты: «Маузер» от Министра обороны и «ПСМ» от Директора ФСБ России (2004 год) — за освобождение заложников из плена террористических группировок на территории Чеченской Республики в 1996—1999 годах[164]

Награды иностранных государств и непризнанных государств:
- Орден «Достык» II степени (Казахстан, июль 2021 года) — за заслуги в деле укрепления казахстанско-российских отношений, дружбы и сотрудничества между нашими государствами[165]
- юбилейная медаль «25 лет миротворческой операции в Приднестровье» (ПМР, август 2017 года) — за активное участие в восстановлении мира на приднестровской земле[166]
- пистолет «Walther PPK» от президента Сербии (14 ноября 2013 года)[167]
- лауреат Государственного конкурса ПМР «Человек года-2012» в номинации «Честь и доблесть»[168]

Почётные звания:
- почётный профессор Воронежского государственного университета и Приднестровского государственного университета имени Т. Г. Шевченко[169]

Общественные и региональные награды:
- орден «За заслуги перед Запорожской областью» I степени (2023)[170]
- медаль «За доблестный труд» (Татарстан, 13 января 2018 года) — за многолетнее плодотворное сотрудничество и большой вклад в реализацию совместных проектов по развитию оборонно-промышленного комплекса[171]

Конфессиональные награды:
- орден святого благоверного великого князя Димитрия Донского II степени
- Патриарший знак храмостроителя — во внимание к помощи в реконструкции Владимирского собора Спасо-Бородинского женского монастыря[172]

## Публикации
Автор и соавтор ряда публикаций и книг, в том числе:
- Рогозин Д. Война и мир в терминах и определениях: Военно-политический словарь. — М.: Вече, 2011. — 640 с. — ISBN 978-5-9533-6159-0.
- Рогозин Д. Барон Жолток. История одной России. — М.: Вече, 2011. — 112 с. — ISBN 978-5-9533-5777-7.
- Рогозин Д. Ястребы мира. Дневник русского посла. — М.: Альпина Нон-фикшн, 2010. — 448 с. — ISBN 978-5-91671-053-3.
- Рогозин Д. NАТО точка Ру. — М.: Алгоритм, 2009. — 288 с. — ISBN 978-5-699-38400-6.
- Рогозин Д. Враг народа. — М.: Алгоритм, 2008. — 480 с. — ISBN 978-5-9265-0569-3.
- Рогозин Д. Враг народа. — М.: Алгоритм, 2012. — 448 с. — ISBN 978-4438-0145-2.
- Рогозин Д. Война и мир в терминах и определениях. — М.: ПоРог, 2004. — 624 с. — ISBN 5-902377-04-8.
- Рогозин Д. Россия между миром и войной. — М.: Конгресс русских общин, 1998. — 302 с. — ISBN 5-87225-108-9.
- Рогозин Д. На Западном фронте. Бес перемен. — М.: АСТ, 2023. — 384 с. — ISBN 978-5-17-153262-8.
- «Экономическая война» (тезисы к экономической программе партии «Родина») (2005).
- «Мы вернём себе Россию» (2003).
- «Стратегии сдерживания — основы международной безопасности» (2002).
- «Формула распада» (1996).
- «Время быть русским» (1996).
- «Манифест возрождения России» (1995).